# Sam Loyd
Samuel Loyd conegut com a Sam Loyd (30 de gener de 1841 - 10 d'abril de 1911), va nàixer a Filadèlfia i va viure a Nova York, fou un jugador d'escacs, compositor d'escacs, autor de trencaclosques, i matemàtic recreatiu.
Com a compositor d'escacs, fou l'autor d'una sèrie de problemes d'escacs, sovint amb temes enginyosos. Loyd va ser un dels millors jugadors d'escacs nord-americans, i va ocupar el lloc quinze del món, segons chessmetrics. El seu estil de joc era defectuós, 
ja que intentava armar fantàstiques combinacions en el tauler, en lloc de simplificar i buscar el triomf.
Loyd va sostenir des de 1891 fins a la seva mort el 1911 que ell va ser l'inventor del trencaclosques de quinze. Malgrat tot, un llibre recent afirma que Loyd en realitat es va limitar a modificar un trencaclosques existent.
Era un entusiasta dels trencaclosques de Tangram, Loyd va publicar un llibre de set-cents dissenys Tangram únics i una història fantàstica sobre l'origen del Tangram.
Després de la seva mort, el seu llibre "Cyclopedia of 5000 puzzles" va ser publicat el 1914 pel seu fill. Loyd, va ser introduït al Saló de la Fama de l'Escacs, als Estats Units.

## Problemes d'escacs

### Problema Excelsior
|   | a | b | c | d | e | f | g | h |   |
| 8 | a8 negres cavall · c8 negres torre · d8 negres alfil · b7 negres peó · f7 negres peó · h7 negres peó · b6 negres peó · b5 blanques torre · h5 blanques rei · a3 negres peó · e3 negres peó · g3 blanques peó · h3 blanques cavall · b2 blanques peó · c2 blanques peó · e2 blanques torre · a1 blanques cavall · h1 negres rei | a8 negres cavall · c8 negres torre · d8 negres alfil · b7 negres peó · f7 negres peó · h7 negres peó · b6 negres peó · b5 blanques torre · h5 blanques rei · a3 negres peó · e3 negres peó · g3 blanques peó · h3 blanques cavall · b2 blanques peó · c2 blanques peó · e2 blanques torre · a1 blanques cavall · h1 negres rei | a8 negres cavall · c8 negres torre · d8 negres alfil · b7 negres peó · f7 negres peó · h7 negres peó · b6 negres peó · b5 blanques torre · h5 blanques rei · a3 negres peó · e3 negres peó · g3 blanques peó · h3 blanques cavall · b2 blanques peó · c2 blanques peó · e2 blanques torre · a1 blanques cavall · h1 negres rei | a8 negres cavall · c8 negres torre · d8 negres alfil · b7 negres peó · f7 negres peó · h7 negres peó · b6 negres peó · b5 blanques torre · h5 blanques rei · a3 negres peó · e3 negres peó · g3 blanques peó · h3 blanques cavall · b2 blanques peó · c2 blanques peó · e2 blanques torre · a1 blanques cavall · h1 negres rei | a8 negres cavall · c8 negres torre · d8 negres alfil · b7 negres peó · f7 negres peó · h7 negres peó · b6 negres peó · b5 blanques torre · h5 blanques rei · a3 negres peó · e3 negres peó · g3 blanques peó · h3 blanques cavall · b2 blanques peó · c2 blanques peó · e2 blanques torre · a1 blanques cavall · h1 negres rei | a8 negres cavall · c8 negres torre · d8 negres alfil · b7 negres peó · f7 negres peó · h7 negres peó · b6 negres peó · b5 blanques torre · h5 blanques rei · a3 negres peó · e3 negres peó · g3 blanques peó · h3 blanques cavall · b2 blanques peó · c2 blanques peó · e2 blanques torre · a1 blanques cavall · h1 negres rei | a8 negres cavall · c8 negres torre · d8 negres alfil · b7 negres peó · f7 negres peó · h7 negres peó · b6 negres peó · b5 blanques torre · h5 blanques rei · a3 negres peó · e3 negres peó · g3 blanques peó · h3 blanques cavall · b2 blanques peó · c2 blanques peó · e2 blanques torre · a1 blanques cavall · h1 negres rei | a8 negres cavall · c8 negres torre · d8 negres alfil · b7 negres peó · f7 negres peó · h7 negres peó · b6 negres peó · b5 blanques torre · h5 blanques rei · a3 negres peó · e3 negres peó · g3 blanques peó · h3 blanques cavall · b2 blanques peó · c2 blanques peó · e2 blanques torre · a1 blanques cavall · h1 negres rei | 8 |
| 7 | a8 negres cavall · c8 negres torre · d8 negres alfil · b7 negres peó · f7 negres peó · h7 negres peó · b6 negres peó · b5 blanques torre · h5 blanques rei · a3 negres peó · e3 negres peó · g3 blanques peó · h3 blanques cavall · b2 blanques peó · c2 blanques peó · e2 blanques torre · a1 blanques cavall · h1 negres rei | a8 negres cavall · c8 negres torre · d8 negres alfil · b7 negres peó · f7 negres peó · h7 negres peó · b6 negres peó · b5 blanques torre · h5 blanques rei · a3 negres peó · e3 negres peó · g3 blanques peó · h3 blanques cavall · b2 blanques peó · c2 blanques peó · e2 blanques torre · a1 blanques cavall · h1 negres rei | a8 negres cavall · c8 negres torre · d8 negres alfil · b7 negres peó · f7 negres peó · h7 negres peó · b6 negres peó · b5 blanques torre · h5 blanques rei · a3 negres peó · e3 negres peó · g3 blanques peó · h3 blanques cavall · b2 blanques peó · c2 blanques peó · e2 blanques torre · a1 blanques cavall · h1 negres rei | a8 negres cavall · c8 negres torre · d8 negres alfil · b7 negres peó · f7 negres peó · h7 negres peó · b6 negres peó · b5 blanques torre · h5 blanques rei · a3 negres peó · e3 negres peó · g3 blanques peó · h3 blanques cavall · b2 blanques peó · c2 blanques peó · e2 blanques torre · a1 blanques cavall · h1 negres rei | a8 negres cavall · c8 negres torre · d8 negres alfil · b7 negres peó · f7 negres peó · h7 negres peó · b6 negres peó · b5 blanques torre · h5 blanques rei · a3 negres peó · e3 negres peó · g3 blanques peó · h3 blanques cavall · b2 blanques peó · c2 blanques peó · e2 blanques torre · a1 blanques cavall · h1 negres rei | a8 negres cavall · c8 negres torre · d8 negres alfil · b7 negres peó · f7 negres peó · h7 negres peó · b6 negres peó · b5 blanques torre · h5 blanques rei · a3 negres peó · e3 negres peó · g3 blanques peó · h3 blanques cavall · b2 blanques peó · c2 blanques peó · e2 blanques torre · a1 blanques cavall · h1 negres rei | a8 negres cavall · c8 negres torre · d8 negres alfil · b7 negres peó · f7 negres peó · h7 negres peó · b6 negres peó · b5 blanques torre · h5 blanques rei · a3 negres peó · e3 negres peó · g3 blanques peó · h3 blanques cavall · b2 blanques peó · c2 blanques peó · e2 blanques torre · a1 blanques cavall · h1 negres rei | a8 negres cavall · c8 negres torre · d8 negres alfil · b7 negres peó · f7 negres peó · h7 negres peó · b6 negres peó · b5 blanques torre · h5 blanques rei · a3 negres peó · e3 negres peó · g3 blanques peó · h3 blanques cavall · b2 blanques peó · c2 blanques peó · e2 blanques torre · a1 blanques cavall · h1 negres rei | 7 |
| 6 | a8 negres cavall · c8 negres torre · d8 negres alfil · b7 negres peó · f7 negres peó · h7 negres peó · b6 negres peó · b5 blanques torre · h5 blanques rei · a3 negres peó · e3 negres peó · g3 blanques peó · h3 blanques cavall · b2 blanques peó · c2 blanques peó · e2 blanques torre · a1 blanques cavall · h1 negres rei | a8 negres cavall · c8 negres torre · d8 negres alfil · b7 negres peó · f7 negres peó · h7 negres peó · b6 negres peó · b5 blanques torre · h5 blanques rei · a3 negres peó · e3 negres peó · g3 blanques peó · h3 blanques cavall · b2 blanques peó · c2 blanques peó · e2 blanques torre · a1 blanques cavall · h1 negres rei | a8 negres cavall · c8 negres torre · d8 negres alfil · b7 negres peó · f7 negres peó · h7 negres peó · b6 negres peó · b5 blanques torre · h5 blanques rei · a3 negres peó · e3 negres peó · g3 blanques peó · h3 blanques cavall · b2 blanques peó · c2 blanques peó · e2 blanques torre · a1 blanques cavall · h1 negres rei | a8 negres cavall · c8 negres torre · d8 negres alfil · b7 negres peó · f7 negres peó · h7 negres peó · b6 negres peó · b5 blanques torre · h5 blanques rei · a3 negres peó · e3 negres peó · g3 blanques peó · h3 blanques cavall · b2 blanques peó · c2 blanques peó · e2 blanques torre · a1 blanques cavall · h1 negres rei | a8 negres cavall · c8 negres torre · d8 negres alfil · b7 negres peó · f7 negres peó · h7 negres peó · b6 negres peó · b5 blanques torre · h5 blanques rei · a3 negres peó · e3 negres peó · g3 blanques peó · h3 blanques cavall · b2 blanques peó · c2 blanques peó · e2 blanques torre · a1 blanques cavall · h1 negres rei | a8 negres cavall · c8 negres torre · d8 negres alfil · b7 negres peó · f7 negres peó · h7 negres peó · b6 negres peó · b5 blanques torre · h5 blanques rei · a3 negres peó · e3 negres peó · g3 blanques peó · h3 blanques cavall · b2 blanques peó · c2 blanques peó · e2 blanques torre · a1 blanques cavall · h1 negres rei | a8 negres cavall · c8 negres torre · d8 negres alfil · b7 negres peó · f7 negres peó · h7 negres peó · b6 negres peó · b5 blanques torre · h5 blanques rei · a3 negres peó · e3 negres peó · g3 blanques peó · h3 blanques cavall · b2 blanques peó · c2 blanques peó · e2 blanques torre · a1 blanques cavall · h1 negres rei | a8 negres cavall · c8 negres torre · d8 negres alfil · b7 negres peó · f7 negres peó · h7 negres peó · b6 negres peó · b5 blanques torre · h5 blanques rei · a3 negres peó · e3 negres peó · g3 blanques peó · h3 blanques cavall · b2 blanques peó · c2 blanques peó · e2 blanques torre · a1 blanques cavall · h1 negres rei | 6 |
| 5 | a8 negres cavall · c8 negres torre · d8 negres alfil · b7 negres peó · f7 negres peó · h7 negres peó · b6 negres peó · b5 blanques torre · h5 blanques rei · a3 negres peó · e3 negres peó · g3 blanques peó · h3 blanques cavall · b2 blanques peó · c2 blanques peó · e2 blanques torre · a1 blanques cavall · h1 negres rei | a8 negres cavall · c8 negres torre · d8 negres alfil · b7 negres peó · f7 negres peó · h7 negres peó · b6 negres peó · b5 blanques torre · h5 blanques rei · a3 negres peó · e3 negres peó · g3 blanques peó · h3 blanques cavall · b2 blanques peó · c2 blanques peó · e2 blanques torre · a1 blanques cavall · h1 negres rei | a8 negres cavall · c8 negres torre · d8 negres alfil · b7 negres peó · f7 negres peó · h7 negres peó · b6 negres peó · b5 blanques torre · h5 blanques rei · a3 negres peó · e3 negres peó · g3 blanques peó · h3 blanques cavall · b2 blanques peó · c2 blanques peó · e2 blanques torre · a1 blanques cavall · h1 negres rei | a8 negres cavall · c8 negres torre · d8 negres alfil · b7 negres peó · f7 negres peó · h7 negres peó · b6 negres peó · b5 blanques torre · h5 blanques rei · a3 negres peó · e3 negres peó · g3 blanques peó · h3 blanques cavall · b2 blanques peó · c2 blanques peó · e2 blanques torre · a1 blanques cavall · h1 negres rei | a8 negres cavall · c8 negres torre · d8 negres alfil · b7 negres peó · f7 negres peó · h7 negres peó · b6 negres peó · b5 blanques torre · h5 blanques rei · a3 negres peó · e3 negres peó · g3 blanques peó · h3 blanques cavall · b2 blanques peó · c2 blanques peó · e2 blanques torre · a1 blanques cavall · h1 negres rei | a8 negres cavall · c8 negres torre · d8 negres alfil · b7 negres peó · f7 negres peó · h7 negres peó · b6 negres peó · b5 blanques torre · h5 blanques rei · a3 negres peó · e3 negres peó · g3 blanques peó · h3 blanques cavall · b2 blanques peó · c2 blanques peó · e2 blanques torre · a1 blanques cavall · h1 negres rei | a8 negres cavall · c8 negres torre · d8 negres alfil · b7 negres peó · f7 negres peó · h7 negres peó · b6 negres peó · b5 blanques torre · h5 blanques rei · a3 negres peó · e3 negres peó · g3 blanques peó · h3 blanques cavall · b2 blanques peó · c2 blanques peó · e2 blanques torre · a1 blanques cavall · h1 negres rei | a8 negres cavall · c8 negres torre · d8 negres alfil · b7 negres peó · f7 negres peó · h7 negres peó · b6 negres peó · b5 blanques torre · h5 blanques rei · a3 negres peó · e3 negres peó · g3 blanques peó · h3 blanques cavall · b2 blanques peó · c2 blanques peó · e2 blanques torre · a1 blanques cavall · h1 negres rei | 5 |
| 4 | a8 negres cavall · c8 negres torre · d8 negres alfil · b7 negres peó · f7 negres peó · h7 negres peó · b6 negres peó · b5 blanques torre · h5 blanques rei · a3 negres peó · e3 negres peó · g3 blanques peó · h3 blanques cavall · b2 blanques peó · c2 blanques peó · e2 blanques torre · a1 blanques cavall · h1 negres rei | a8 negres cavall · c8 negres torre · d8 negres alfil · b7 negres peó · f7 negres peó · h7 negres peó · b6 negres peó · b5 blanques torre · h5 blanques rei · a3 negres peó · e3 negres peó · g3 blanques peó · h3 blanques cavall · b2 blanques peó · c2 blanques peó · e2 blanques torre · a1 blanques cavall · h1 negres rei | a8 negres cavall · c8 negres torre · d8 negres alfil · b7 negres peó · f7 negres peó · h7 negres peó · b6 negres peó · b5 blanques torre · h5 blanques rei · a3 negres peó · e3 negres peó · g3 blanques peó · h3 blanques cavall · b2 blanques peó · c2 blanques peó · e2 blanques torre · a1 blanques cavall · h1 negres rei | a8 negres cavall · c8 negres torre · d8 negres alfil · b7 negres peó · f7 negres peó · h7 negres peó · b6 negres peó · b5 blanques torre · h5 blanques rei · a3 negres peó · e3 negres peó · g3 blanques peó · h3 blanques cavall · b2 blanques peó · c2 blanques peó · e2 blanques torre · a1 blanques cavall · h1 negres rei | a8 negres cavall · c8 negres torre · d8 negres alfil · b7 negres peó · f7 negres peó · h7 negres peó · b6 negres peó · b5 blanques torre · h5 blanques rei · a3 negres peó · e3 negres peó · g3 blanques peó · h3 blanques cavall · b2 blanques peó · c2 blanques peó · e2 blanques torre · a1 blanques cavall · h1 negres rei | a8 negres cavall · c8 negres torre · d8 negres alfil · b7 negres peó · f7 negres peó · h7 negres peó · b6 negres peó · b5 blanques torre · h5 blanques rei · a3 negres peó · e3 negres peó · g3 blanques peó · h3 blanques cavall · b2 blanques peó · c2 blanques peó · e2 blanques torre · a1 blanques cavall · h1 negres rei | a8 negres cavall · c8 negres torre · d8 negres alfil · b7 negres peó · f7 negres peó · h7 negres peó · b6 negres peó · b5 blanques torre · h5 blanques rei · a3 negres peó · e3 negres peó · g3 blanques peó · h3 blanques cavall · b2 blanques peó · c2 blanques peó · e2 blanques torre · a1 blanques cavall · h1 negres rei | a8 negres cavall · c8 negres torre · d8 negres alfil · b7 negres peó · f7 negres peó · h7 negres peó · b6 negres peó · b5 blanques torre · h5 blanques rei · a3 negres peó · e3 negres peó · g3 blanques peó · h3 blanques cavall · b2 blanques peó · c2 blanques peó · e2 blanques torre · a1 blanques cavall · h1 negres rei | 4 |
| 3 | a8 negres cavall · c8 negres torre · d8 negres alfil · b7 negres peó · f7 negres peó · h7 negres peó · b6 negres peó · b5 blanques torre · h5 blanques rei · a3 negres peó · e3 negres peó · g3 blanques peó · h3 blanques cavall · b2 blanques peó · c2 blanques peó · e2 blanques torre · a1 blanques cavall · h1 negres rei | a8 negres cavall · c8 negres torre · d8 negres alfil · b7 negres peó · f7 negres peó · h7 negres peó · b6 negres peó · b5 blanques torre · h5 blanques rei · a3 negres peó · e3 negres peó · g3 blanques peó · h3 blanques cavall · b2 blanques peó · c2 blanques peó · e2 blanques torre · a1 blanques cavall · h1 negres rei | a8 negres cavall · c8 negres torre · d8 negres alfil · b7 negres peó · f7 negres peó · h7 negres peó · b6 negres peó · b5 blanques torre · h5 blanques rei · a3 negres peó · e3 negres peó · g3 blanques peó · h3 blanques cavall · b2 blanques peó · c2 blanques peó · e2 blanques torre · a1 blanques cavall · h1 negres rei | a8 negres cavall · c8 negres torre · d8 negres alfil · b7 negres peó · f7 negres peó · h7 negres peó · b6 negres peó · b5 blanques torre · h5 blanques rei · a3 negres peó · e3 negres peó · g3 blanques peó · h3 blanques cavall · b2 blanques peó · c2 blanques peó · e2 blanques torre · a1 blanques cavall · h1 negres rei | a8 negres cavall · c8 negres torre · d8 negres alfil · b7 negres peó · f7 negres peó · h7 negres peó · b6 negres peó · b5 blanques torre · h5 blanques rei · a3 negres peó · e3 negres peó · g3 blanques peó · h3 blanques cavall · b2 blanques peó · c2 blanques peó · e2 blanques torre · a1 blanques cavall · h1 negres rei | a8 negres cavall · c8 negres torre · d8 negres alfil · b7 negres peó · f7 negres peó · h7 negres peó · b6 negres peó · b5 blanques torre · h5 blanques rei · a3 negres peó · e3 negres peó · g3 blanques peó · h3 blanques cavall · b2 blanques peó · c2 blanques peó · e2 blanques torre · a1 blanques cavall · h1 negres rei | a8 negres cavall · c8 negres torre · d8 negres alfil · b7 negres peó · f7 negres peó · h7 negres peó · b6 negres peó · b5 blanques torre · h5 blanques rei · a3 negres peó · e3 negres peó · g3 blanques peó · h3 blanques cavall · b2 blanques peó · c2 blanques peó · e2 blanques torre · a1 blanques cavall · h1 negres rei | a8 negres cavall · c8 negres torre · d8 negres alfil · b7 negres peó · f7 negres peó · h7 negres peó · b6 negres peó · b5 blanques torre · h5 blanques rei · a3 negres peó · e3 negres peó · g3 blanques peó · h3 blanques cavall · b2 blanques peó · c2 blanques peó · e2 blanques torre · a1 blanques cavall · h1 negres rei | 3 |
| 2 | a8 negres cavall · c8 negres torre · d8 negres alfil · b7 negres peó · f7 negres peó · h7 negres peó · b6 negres peó · b5 blanques torre · h5 blanques rei · a3 negres peó · e3 negres peó · g3 blanques peó · h3 blanques cavall · b2 blanques peó · c2 blanques peó · e2 blanques torre · a1 blanques cavall · h1 negres rei | a8 negres cavall · c8 negres torre · d8 negres alfil · b7 negres peó · f7 negres peó · h7 negres peó · b6 negres peó · b5 blanques torre · h5 blanques rei · a3 negres peó · e3 negres peó · g3 blanques peó · h3 blanques cavall · b2 blanques peó · c2 blanques peó · e2 blanques torre · a1 blanques cavall · h1 negres rei | a8 negres cavall · c8 negres torre · d8 negres alfil · b7 negres peó · f7 negres peó · h7 negres peó · b6 negres peó · b5 blanques torre · h5 blanques rei · a3 negres peó · e3 negres peó · g3 blanques peó · h3 blanques cavall · b2 blanques peó · c2 blanques peó · e2 blanques torre · a1 blanques cavall · h1 negres rei | a8 negres cavall · c8 negres torre · d8 negres alfil · b7 negres peó · f7 negres peó · h7 negres peó · b6 negres peó · b5 blanques torre · h5 blanques rei · a3 negres peó · e3 negres peó · g3 blanques peó · h3 blanques cavall · b2 blanques peó · c2 blanques peó · e2 blanques torre · a1 blanques cavall · h1 negres rei | a8 negres cavall · c8 negres torre · d8 negres alfil · b7 negres peó · f7 negres peó · h7 negres peó · b6 negres peó · b5 blanques torre · h5 blanques rei · a3 negres peó · e3 negres peó · g3 blanques peó · h3 blanques cavall · b2 blanques peó · c2 blanques peó · e2 blanques torre · a1 blanques cavall · h1 negres rei | a8 negres cavall · c8 negres torre · d8 negres alfil · b7 negres peó · f7 negres peó · h7 negres peó · b6 negres peó · b5 blanques torre · h5 blanques rei · a3 negres peó · e3 negres peó · g3 blanques peó · h3 blanques cavall · b2 blanques peó · c2 blanques peó · e2 blanques torre · a1 blanques cavall · h1 negres rei | a8 negres cavall · c8 negres torre · d8 negres alfil · b7 negres peó · f7 negres peó · h7 negres peó · b6 negres peó · b5 blanques torre · h5 blanques rei · a3 negres peó · e3 negres peó · g3 blanques peó · h3 blanques cavall · b2 blanques peó · c2 blanques peó · e2 blanques torre · a1 blanques cavall · h1 negres rei | a8 negres cavall · c8 negres torre · d8 negres alfil · b7 negres peó · f7 negres peó · h7 negres peó · b6 negres peó · b5 blanques torre · h5 blanques rei · a3 negres peó · e3 negres peó · g3 blanques peó · h3 blanques cavall · b2 blanques peó · c2 blanques peó · e2 blanques torre · a1 blanques cavall · h1 negres rei | 2 |
| 1 | a8 negres cavall · c8 negres torre · d8 negres alfil · b7 negres peó · f7 negres peó · h7 negres peó · b6 negres peó · b5 blanques torre · h5 blanques rei · a3 negres peó · e3 negres peó · g3 blanques peó · h3 blanques cavall · b2 blanques peó · c2 blanques peó · e2 blanques torre · a1 blanques cavall · h1 negres rei | a8 negres cavall · c8 negres torre · d8 negres alfil · b7 negres peó · f7 negres peó · h7 negres peó · b6 negres peó · b5 blanques torre · h5 blanques rei · a3 negres peó · e3 negres peó · g3 blanques peó · h3 blanques cavall · b2 blanques peó · c2 blanques peó · e2 blanques torre · a1 blanques cavall · h1 negres rei | a8 negres cavall · c8 negres torre · d8 negres alfil · b7 negres peó · f7 negres peó · h7 negres peó · b6 negres peó · b5 blanques torre · h5 blanques rei · a3 negres peó · e3 negres peó · g3 blanques peó · h3 blanques cavall · b2 blanques peó · c2 blanques peó · e2 blanques torre · a1 blanques cavall · h1 negres rei | a8 negres cavall · c8 negres torre · d8 negres alfil · b7 negres peó · f7 negres peó · h7 negres peó · b6 negres peó · b5 blanques torre · h5 blanques rei · a3 negres peó · e3 negres peó · g3 blanques peó · h3 blanques cavall · b2 blanques peó · c2 blanques peó · e2 blanques torre · a1 blanques cavall · h1 negres rei | a8 negres cavall · c8 negres torre · d8 negres alfil · b7 negres peó · f7 negres peó · h7 negres peó · b6 negres peó · b5 blanques torre · h5 blanques rei · a3 negres peó · e3 negres peó · g3 blanques peó · h3 blanques cavall · b2 blanques peó · c2 blanques peó · e2 blanques torre · a1 blanques cavall · h1 negres rei | a8 negres cavall · c8 negres torre · d8 negres alfil · b7 negres peó · f7 negres peó · h7 negres peó · b6 negres peó · b5 blanques torre · h5 blanques rei · a3 negres peó · e3 negres peó · g3 blanques peó · h3 blanques cavall · b2 blanques peó · c2 blanques peó · e2 blanques torre · a1 blanques cavall · h1 negres rei | a8 negres cavall · c8 negres torre · d8 negres alfil · b7 negres peó · f7 negres peó · h7 negres peó · b6 negres peó · b5 blanques torre · h5 blanques rei · a3 negres peó · e3 negres peó · g3 blanques peó · h3 blanques cavall · b2 blanques peó · c2 blanques peó · e2 blanques torre · a1 blanques cavall · h1 negres rei | a8 negres cavall · c8 negres torre · d8 negres alfil · b7 negres peó · f7 negres peó · h7 negres peó · b6 negres peó · b5 blanques torre · h5 blanques rei · a3 negres peó · e3 negres peó · g3 blanques peó · h3 blanques cavall · b2 blanques peó · c2 blanques peó · e2 blanques torre · a1 blanques cavall · h1 negres rei | 1 |
|   | a | b | c | d | e | f | g | h |   |

Un dels seus problemes d'escacs més famosos és l'anomenat "Excelsior" inspirat en el poema de Henry Wadsworth Longfellow. Juguen les blanques i fan escac i mat en cinc jugades sense tenir en compte la defensa de les negres.

### Problema gambit de Steinitz
|   | a | b | c | d | e | f | g | h |   |
| 8 | e8 negres torre · g8 negres alfil · b7 negres peó · g7 blanques alfil · a6 negres peó · b6 blanques cavall · e6 negres peó · f6 blanques torre · a5 blanques torre · b5 blanques alfil · e5 negres rei · b4 blanques peó · e4 blanques cavall · h4 negres peó · c3 negres peó · g3 negres alfil · a2 negres cavall · d2 blanques peó · f2 negres peó · h2 negres torre · f1 blanques rei · h1 negres cavall | e8 negres torre · g8 negres alfil · b7 negres peó · g7 blanques alfil · a6 negres peó · b6 blanques cavall · e6 negres peó · f6 blanques torre · a5 blanques torre · b5 blanques alfil · e5 negres rei · b4 blanques peó · e4 blanques cavall · h4 negres peó · c3 negres peó · g3 negres alfil · a2 negres cavall · d2 blanques peó · f2 negres peó · h2 negres torre · f1 blanques rei · h1 negres cavall | e8 negres torre · g8 negres alfil · b7 negres peó · g7 blanques alfil · a6 negres peó · b6 blanques cavall · e6 negres peó · f6 blanques torre · a5 blanques torre · b5 blanques alfil · e5 negres rei · b4 blanques peó · e4 blanques cavall · h4 negres peó · c3 negres peó · g3 negres alfil · a2 negres cavall · d2 blanques peó · f2 negres peó · h2 negres torre · f1 blanques rei · h1 negres cavall | e8 negres torre · g8 negres alfil · b7 negres peó · g7 blanques alfil · a6 negres peó · b6 blanques cavall · e6 negres peó · f6 blanques torre · a5 blanques torre · b5 blanques alfil · e5 negres rei · b4 blanques peó · e4 blanques cavall · h4 negres peó · c3 negres peó · g3 negres alfil · a2 negres cavall · d2 blanques peó · f2 negres peó · h2 negres torre · f1 blanques rei · h1 negres cavall | e8 negres torre · g8 negres alfil · b7 negres peó · g7 blanques alfil · a6 negres peó · b6 blanques cavall · e6 negres peó · f6 blanques torre · a5 blanques torre · b5 blanques alfil · e5 negres rei · b4 blanques peó · e4 blanques cavall · h4 negres peó · c3 negres peó · g3 negres alfil · a2 negres cavall · d2 blanques peó · f2 negres peó · h2 negres torre · f1 blanques rei · h1 negres cavall | e8 negres torre · g8 negres alfil · b7 negres peó · g7 blanques alfil · a6 negres peó · b6 blanques cavall · e6 negres peó · f6 blanques torre · a5 blanques torre · b5 blanques alfil · e5 negres rei · b4 blanques peó · e4 blanques cavall · h4 negres peó · c3 negres peó · g3 negres alfil · a2 negres cavall · d2 blanques peó · f2 negres peó · h2 negres torre · f1 blanques rei · h1 negres cavall | e8 negres torre · g8 negres alfil · b7 negres peó · g7 blanques alfil · a6 negres peó · b6 blanques cavall · e6 negres peó · f6 blanques torre · a5 blanques torre · b5 blanques alfil · e5 negres rei · b4 blanques peó · e4 blanques cavall · h4 negres peó · c3 negres peó · g3 negres alfil · a2 negres cavall · d2 blanques peó · f2 negres peó · h2 negres torre · f1 blanques rei · h1 negres cavall | e8 negres torre · g8 negres alfil · b7 negres peó · g7 blanques alfil · a6 negres peó · b6 blanques cavall · e6 negres peó · f6 blanques torre · a5 blanques torre · b5 blanques alfil · e5 negres rei · b4 blanques peó · e4 blanques cavall · h4 negres peó · c3 negres peó · g3 negres alfil · a2 negres cavall · d2 blanques peó · f2 negres peó · h2 negres torre · f1 blanques rei · h1 negres cavall | 8 |
| 7 | e8 negres torre · g8 negres alfil · b7 negres peó · g7 blanques alfil · a6 negres peó · b6 blanques cavall · e6 negres peó · f6 blanques torre · a5 blanques torre · b5 blanques alfil · e5 negres rei · b4 blanques peó · e4 blanques cavall · h4 negres peó · c3 negres peó · g3 negres alfil · a2 negres cavall · d2 blanques peó · f2 negres peó · h2 negres torre · f1 blanques rei · h1 negres cavall | e8 negres torre · g8 negres alfil · b7 negres peó · g7 blanques alfil · a6 negres peó · b6 blanques cavall · e6 negres peó · f6 blanques torre · a5 blanques torre · b5 blanques alfil · e5 negres rei · b4 blanques peó · e4 blanques cavall · h4 negres peó · c3 negres peó · g3 negres alfil · a2 negres cavall · d2 blanques peó · f2 negres peó · h2 negres torre · f1 blanques rei · h1 negres cavall | e8 negres torre · g8 negres alfil · b7 negres peó · g7 blanques alfil · a6 negres peó · b6 blanques cavall · e6 negres peó · f6 blanques torre · a5 blanques torre · b5 blanques alfil · e5 negres rei · b4 blanques peó · e4 blanques cavall · h4 negres peó · c3 negres peó · g3 negres alfil · a2 negres cavall · d2 blanques peó · f2 negres peó · h2 negres torre · f1 blanques rei · h1 negres cavall | e8 negres torre · g8 negres alfil · b7 negres peó · g7 blanques alfil · a6 negres peó · b6 blanques cavall · e6 negres peó · f6 blanques torre · a5 blanques torre · b5 blanques alfil · e5 negres rei · b4 blanques peó · e4 blanques cavall · h4 negres peó · c3 negres peó · g3 negres alfil · a2 negres cavall · d2 blanques peó · f2 negres peó · h2 negres torre · f1 blanques rei · h1 negres cavall | e8 negres torre · g8 negres alfil · b7 negres peó · g7 blanques alfil · a6 negres peó · b6 blanques cavall · e6 negres peó · f6 blanques torre · a5 blanques torre · b5 blanques alfil · e5 negres rei · b4 blanques peó · e4 blanques cavall · h4 negres peó · c3 negres peó · g3 negres alfil · a2 negres cavall · d2 blanques peó · f2 negres peó · h2 negres torre · f1 blanques rei · h1 negres cavall | e8 negres torre · g8 negres alfil · b7 negres peó · g7 blanques alfil · a6 negres peó · b6 blanques cavall · e6 negres peó · f6 blanques torre · a5 blanques torre · b5 blanques alfil · e5 negres rei · b4 blanques peó · e4 blanques cavall · h4 negres peó · c3 negres peó · g3 negres alfil · a2 negres cavall · d2 blanques peó · f2 negres peó · h2 negres torre · f1 blanques rei · h1 negres cavall | e8 negres torre · g8 negres alfil · b7 negres peó · g7 blanques alfil · a6 negres peó · b6 blanques cavall · e6 negres peó · f6 blanques torre · a5 blanques torre · b5 blanques alfil · e5 negres rei · b4 blanques peó · e4 blanques cavall · h4 negres peó · c3 negres peó · g3 negres alfil · a2 negres cavall · d2 blanques peó · f2 negres peó · h2 negres torre · f1 blanques rei · h1 negres cavall | e8 negres torre · g8 negres alfil · b7 negres peó · g7 blanques alfil · a6 negres peó · b6 blanques cavall · e6 negres peó · f6 blanques torre · a5 blanques torre · b5 blanques alfil · e5 negres rei · b4 blanques peó · e4 blanques cavall · h4 negres peó · c3 negres peó · g3 negres alfil · a2 negres cavall · d2 blanques peó · f2 negres peó · h2 negres torre · f1 blanques rei · h1 negres cavall | 7 |
| 6 | e8 negres torre · g8 negres alfil · b7 negres peó · g7 blanques alfil · a6 negres peó · b6 blanques cavall · e6 negres peó · f6 blanques torre · a5 blanques torre · b5 blanques alfil · e5 negres rei · b4 blanques peó · e4 blanques cavall · h4 negres peó · c3 negres peó · g3 negres alfil · a2 negres cavall · d2 blanques peó · f2 negres peó · h2 negres torre · f1 blanques rei · h1 negres cavall | e8 negres torre · g8 negres alfil · b7 negres peó · g7 blanques alfil · a6 negres peó · b6 blanques cavall · e6 negres peó · f6 blanques torre · a5 blanques torre · b5 blanques alfil · e5 negres rei · b4 blanques peó · e4 blanques cavall · h4 negres peó · c3 negres peó · g3 negres alfil · a2 negres cavall · d2 blanques peó · f2 negres peó · h2 negres torre · f1 blanques rei · h1 negres cavall | e8 negres torre · g8 negres alfil · b7 negres peó · g7 blanques alfil · a6 negres peó · b6 blanques cavall · e6 negres peó · f6 blanques torre · a5 blanques torre · b5 blanques alfil · e5 negres rei · b4 blanques peó · e4 blanques cavall · h4 negres peó · c3 negres peó · g3 negres alfil · a2 negres cavall · d2 blanques peó · f2 negres peó · h2 negres torre · f1 blanques rei · h1 negres cavall | e8 negres torre · g8 negres alfil · b7 negres peó · g7 blanques alfil · a6 negres peó · b6 blanques cavall · e6 negres peó · f6 blanques torre · a5 blanques torre · b5 blanques alfil · e5 negres rei · b4 blanques peó · e4 blanques cavall · h4 negres peó · c3 negres peó · g3 negres alfil · a2 negres cavall · d2 blanques peó · f2 negres peó · h2 negres torre · f1 blanques rei · h1 negres cavall | e8 negres torre · g8 negres alfil · b7 negres peó · g7 blanques alfil · a6 negres peó · b6 blanques cavall · e6 negres peó · f6 blanques torre · a5 blanques torre · b5 blanques alfil · e5 negres rei · b4 blanques peó · e4 blanques cavall · h4 negres peó · c3 negres peó · g3 negres alfil · a2 negres cavall · d2 blanques peó · f2 negres peó · h2 negres torre · f1 blanques rei · h1 negres cavall | e8 negres torre · g8 negres alfil · b7 negres peó · g7 blanques alfil · a6 negres peó · b6 blanques cavall · e6 negres peó · f6 blanques torre · a5 blanques torre · b5 blanques alfil · e5 negres rei · b4 blanques peó · e4 blanques cavall · h4 negres peó · c3 negres peó · g3 negres alfil · a2 negres cavall · d2 blanques peó · f2 negres peó · h2 negres torre · f1 blanques rei · h1 negres cavall | e8 negres torre · g8 negres alfil · b7 negres peó · g7 blanques alfil · a6 negres peó · b6 blanques cavall · e6 negres peó · f6 blanques torre · a5 blanques torre · b5 blanques alfil · e5 negres rei · b4 blanques peó · e4 blanques cavall · h4 negres peó · c3 negres peó · g3 negres alfil · a2 negres cavall · d2 blanques peó · f2 negres peó · h2 negres torre · f1 blanques rei · h1 negres cavall | e8 negres torre · g8 negres alfil · b7 negres peó · g7 blanques alfil · a6 negres peó · b6 blanques cavall · e6 negres peó · f6 blanques torre · a5 blanques torre · b5 blanques alfil · e5 negres rei · b4 blanques peó · e4 blanques cavall · h4 negres peó · c3 negres peó · g3 negres alfil · a2 negres cavall · d2 blanques peó · f2 negres peó · h2 negres torre · f1 blanques rei · h1 negres cavall | 6 |
| 5 | e8 negres torre · g8 negres alfil · b7 negres peó · g7 blanques alfil · a6 negres peó · b6 blanques cavall · e6 negres peó · f6 blanques torre · a5 blanques torre · b5 blanques alfil · e5 negres rei · b4 blanques peó · e4 blanques cavall · h4 negres peó · c3 negres peó · g3 negres alfil · a2 negres cavall · d2 blanques peó · f2 negres peó · h2 negres torre · f1 blanques rei · h1 negres cavall | e8 negres torre · g8 negres alfil · b7 negres peó · g7 blanques alfil · a6 negres peó · b6 blanques cavall · e6 negres peó · f6 blanques torre · a5 blanques torre · b5 blanques alfil · e5 negres rei · b4 blanques peó · e4 blanques cavall · h4 negres peó · c3 negres peó · g3 negres alfil · a2 negres cavall · d2 blanques peó · f2 negres peó · h2 negres torre · f1 blanques rei · h1 negres cavall | e8 negres torre · g8 negres alfil · b7 negres peó · g7 blanques alfil · a6 negres peó · b6 blanques cavall · e6 negres peó · f6 blanques torre · a5 blanques torre · b5 blanques alfil · e5 negres rei · b4 blanques peó · e4 blanques cavall · h4 negres peó · c3 negres peó · g3 negres alfil · a2 negres cavall · d2 blanques peó · f2 negres peó · h2 negres torre · f1 blanques rei · h1 negres cavall | e8 negres torre · g8 negres alfil · b7 negres peó · g7 blanques alfil · a6 negres peó · b6 blanques cavall · e6 negres peó · f6 blanques torre · a5 blanques torre · b5 blanques alfil · e5 negres rei · b4 blanques peó · e4 blanques cavall · h4 negres peó · c3 negres peó · g3 negres alfil · a2 negres cavall · d2 blanques peó · f2 negres peó · h2 negres torre · f1 blanques rei · h1 negres cavall | e8 negres torre · g8 negres alfil · b7 negres peó · g7 blanques alfil · a6 negres peó · b6 blanques cavall · e6 negres peó · f6 blanques torre · a5 blanques torre · b5 blanques alfil · e5 negres rei · b4 blanques peó · e4 blanques cavall · h4 negres peó · c3 negres peó · g3 negres alfil · a2 negres cavall · d2 blanques peó · f2 negres peó · h2 negres torre · f1 blanques rei · h1 negres cavall | e8 negres torre · g8 negres alfil · b7 negres peó · g7 blanques alfil · a6 negres peó · b6 blanques cavall · e6 negres peó · f6 blanques torre · a5 blanques torre · b5 blanques alfil · e5 negres rei · b4 blanques peó · e4 blanques cavall · h4 negres peó · c3 negres peó · g3 negres alfil · a2 negres cavall · d2 blanques peó · f2 negres peó · h2 negres torre · f1 blanques rei · h1 negres cavall | e8 negres torre · g8 negres alfil · b7 negres peó · g7 blanques alfil · a6 negres peó · b6 blanques cavall · e6 negres peó · f6 blanques torre · a5 blanques torre · b5 blanques alfil · e5 negres rei · b4 blanques peó · e4 blanques cavall · h4 negres peó · c3 negres peó · g3 negres alfil · a2 negres cavall · d2 blanques peó · f2 negres peó · h2 negres torre · f1 blanques rei · h1 negres cavall | e8 negres torre · g8 negres alfil · b7 negres peó · g7 blanques alfil · a6 negres peó · b6 blanques cavall · e6 negres peó · f6 blanques torre · a5 blanques torre · b5 blanques alfil · e5 negres rei · b4 blanques peó · e4 blanques cavall · h4 negres peó · c3 negres peó · g3 negres alfil · a2 negres cavall · d2 blanques peó · f2 negres peó · h2 negres torre · f1 blanques rei · h1 negres cavall | 5 |
| 4 | e8 negres torre · g8 negres alfil · b7 negres peó · g7 blanques alfil · a6 negres peó · b6 blanques cavall · e6 negres peó · f6 blanques torre · a5 blanques torre · b5 blanques alfil · e5 negres rei · b4 blanques peó · e4 blanques cavall · h4 negres peó · c3 negres peó · g3 negres alfil · a2 negres cavall · d2 blanques peó · f2 negres peó · h2 negres torre · f1 blanques rei · h1 negres cavall | e8 negres torre · g8 negres alfil · b7 negres peó · g7 blanques alfil · a6 negres peó · b6 blanques cavall · e6 negres peó · f6 blanques torre · a5 blanques torre · b5 blanques alfil · e5 negres rei · b4 blanques peó · e4 blanques cavall · h4 negres peó · c3 negres peó · g3 negres alfil · a2 negres cavall · d2 blanques peó · f2 negres peó · h2 negres torre · f1 blanques rei · h1 negres cavall | e8 negres torre · g8 negres alfil · b7 negres peó · g7 blanques alfil · a6 negres peó · b6 blanques cavall · e6 negres peó · f6 blanques torre · a5 blanques torre · b5 blanques alfil · e5 negres rei · b4 blanques peó · e4 blanques cavall · h4 negres peó · c3 negres peó · g3 negres alfil · a2 negres cavall · d2 blanques peó · f2 negres peó · h2 negres torre · f1 blanques rei · h1 negres cavall | e8 negres torre · g8 negres alfil · b7 negres peó · g7 blanques alfil · a6 negres peó · b6 blanques cavall · e6 negres peó · f6 blanques torre · a5 blanques torre · b5 blanques alfil · e5 negres rei · b4 blanques peó · e4 blanques cavall · h4 negres peó · c3 negres peó · g3 negres alfil · a2 negres cavall · d2 blanques peó · f2 negres peó · h2 negres torre · f1 blanques rei · h1 negres cavall | e8 negres torre · g8 negres alfil · b7 negres peó · g7 blanques alfil · a6 negres peó · b6 blanques cavall · e6 negres peó · f6 blanques torre · a5 blanques torre · b5 blanques alfil · e5 negres rei · b4 blanques peó · e4 blanques cavall · h4 negres peó · c3 negres peó · g3 negres alfil · a2 negres cavall · d2 blanques peó · f2 negres peó · h2 negres torre · f1 blanques rei · h1 negres cavall | e8 negres torre · g8 negres alfil · b7 negres peó · g7 blanques alfil · a6 negres peó · b6 blanques cavall · e6 negres peó · f6 blanques torre · a5 blanques torre · b5 blanques alfil · e5 negres rei · b4 blanques peó · e4 blanques cavall · h4 negres peó · c3 negres peó · g3 negres alfil · a2 negres cavall · d2 blanques peó · f2 negres peó · h2 negres torre · f1 blanques rei · h1 negres cavall | e8 negres torre · g8 negres alfil · b7 negres peó · g7 blanques alfil · a6 negres peó · b6 blanques cavall · e6 negres peó · f6 blanques torre · a5 blanques torre · b5 blanques alfil · e5 negres rei · b4 blanques peó · e4 blanques cavall · h4 negres peó · c3 negres peó · g3 negres alfil · a2 negres cavall · d2 blanques peó · f2 negres peó · h2 negres torre · f1 blanques rei · h1 negres cavall | e8 negres torre · g8 negres alfil · b7 negres peó · g7 blanques alfil · a6 negres peó · b6 blanques cavall · e6 negres peó · f6 blanques torre · a5 blanques torre · b5 blanques alfil · e5 negres rei · b4 blanques peó · e4 blanques cavall · h4 negres peó · c3 negres peó · g3 negres alfil · a2 negres cavall · d2 blanques peó · f2 negres peó · h2 negres torre · f1 blanques rei · h1 negres cavall | 4 |
| 3 | e8 negres torre · g8 negres alfil · b7 negres peó · g7 blanques alfil · a6 negres peó · b6 blanques cavall · e6 negres peó · f6 blanques torre · a5 blanques torre · b5 blanques alfil · e5 negres rei · b4 blanques peó · e4 blanques cavall · h4 negres peó · c3 negres peó · g3 negres alfil · a2 negres cavall · d2 blanques peó · f2 negres peó · h2 negres torre · f1 blanques rei · h1 negres cavall | e8 negres torre · g8 negres alfil · b7 negres peó · g7 blanques alfil · a6 negres peó · b6 blanques cavall · e6 negres peó · f6 blanques torre · a5 blanques torre · b5 blanques alfil · e5 negres rei · b4 blanques peó · e4 blanques cavall · h4 negres peó · c3 negres peó · g3 negres alfil · a2 negres cavall · d2 blanques peó · f2 negres peó · h2 negres torre · f1 blanques rei · h1 negres cavall | e8 negres torre · g8 negres alfil · b7 negres peó · g7 blanques alfil · a6 negres peó · b6 blanques cavall · e6 negres peó · f6 blanques torre · a5 blanques torre · b5 blanques alfil · e5 negres rei · b4 blanques peó · e4 blanques cavall · h4 negres peó · c3 negres peó · g3 negres alfil · a2 negres cavall · d2 blanques peó · f2 negres peó · h2 negres torre · f1 blanques rei · h1 negres cavall | e8 negres torre · g8 negres alfil · b7 negres peó · g7 blanques alfil · a6 negres peó · b6 blanques cavall · e6 negres peó · f6 blanques torre · a5 blanques torre · b5 blanques alfil · e5 negres rei · b4 blanques peó · e4 blanques cavall · h4 negres peó · c3 negres peó · g3 negres alfil · a2 negres cavall · d2 blanques peó · f2 negres peó · h2 negres torre · f1 blanques rei · h1 negres cavall | e8 negres torre · g8 negres alfil · b7 negres peó · g7 blanques alfil · a6 negres peó · b6 blanques cavall · e6 negres peó · f6 blanques torre · a5 blanques torre · b5 blanques alfil · e5 negres rei · b4 blanques peó · e4 blanques cavall · h4 negres peó · c3 negres peó · g3 negres alfil · a2 negres cavall · d2 blanques peó · f2 negres peó · h2 negres torre · f1 blanques rei · h1 negres cavall | e8 negres torre · g8 negres alfil · b7 negres peó · g7 blanques alfil · a6 negres peó · b6 blanques cavall · e6 negres peó · f6 blanques torre · a5 blanques torre · b5 blanques alfil · e5 negres rei · b4 blanques peó · e4 blanques cavall · h4 negres peó · c3 negres peó · g3 negres alfil · a2 negres cavall · d2 blanques peó · f2 negres peó · h2 negres torre · f1 blanques rei · h1 negres cavall | e8 negres torre · g8 negres alfil · b7 negres peó · g7 blanques alfil · a6 negres peó · b6 blanques cavall · e6 negres peó · f6 blanques torre · a5 blanques torre · b5 blanques alfil · e5 negres rei · b4 blanques peó · e4 blanques cavall · h4 negres peó · c3 negres peó · g3 negres alfil · a2 negres cavall · d2 blanques peó · f2 negres peó · h2 negres torre · f1 blanques rei · h1 negres cavall | e8 negres torre · g8 negres alfil · b7 negres peó · g7 blanques alfil · a6 negres peó · b6 blanques cavall · e6 negres peó · f6 blanques torre · a5 blanques torre · b5 blanques alfil · e5 negres rei · b4 blanques peó · e4 blanques cavall · h4 negres peó · c3 negres peó · g3 negres alfil · a2 negres cavall · d2 blanques peó · f2 negres peó · h2 negres torre · f1 blanques rei · h1 negres cavall | 3 |
| 2 | e8 negres torre · g8 negres alfil · b7 negres peó · g7 blanques alfil · a6 negres peó · b6 blanques cavall · e6 negres peó · f6 blanques torre · a5 blanques torre · b5 blanques alfil · e5 negres rei · b4 blanques peó · e4 blanques cavall · h4 negres peó · c3 negres peó · g3 negres alfil · a2 negres cavall · d2 blanques peó · f2 negres peó · h2 negres torre · f1 blanques rei · h1 negres cavall | e8 negres torre · g8 negres alfil · b7 negres peó · g7 blanques alfil · a6 negres peó · b6 blanques cavall · e6 negres peó · f6 blanques torre · a5 blanques torre · b5 blanques alfil · e5 negres rei · b4 blanques peó · e4 blanques cavall · h4 negres peó · c3 negres peó · g3 negres alfil · a2 negres cavall · d2 blanques peó · f2 negres peó · h2 negres torre · f1 blanques rei · h1 negres cavall | e8 negres torre · g8 negres alfil · b7 negres peó · g7 blanques alfil · a6 negres peó · b6 blanques cavall · e6 negres peó · f6 blanques torre · a5 blanques torre · b5 blanques alfil · e5 negres rei · b4 blanques peó · e4 blanques cavall · h4 negres peó · c3 negres peó · g3 negres alfil · a2 negres cavall · d2 blanques peó · f2 negres peó · h2 negres torre · f1 blanques rei · h1 negres cavall | e8 negres torre · g8 negres alfil · b7 negres peó · g7 blanques alfil · a6 negres peó · b6 blanques cavall · e6 negres peó · f6 blanques torre · a5 blanques torre · b5 blanques alfil · e5 negres rei · b4 blanques peó · e4 blanques cavall · h4 negres peó · c3 negres peó · g3 negres alfil · a2 negres cavall · d2 blanques peó · f2 negres peó · h2 negres torre · f1 blanques rei · h1 negres cavall | e8 negres torre · g8 negres alfil · b7 negres peó · g7 blanques alfil · a6 negres peó · b6 blanques cavall · e6 negres peó · f6 blanques torre · a5 blanques torre · b5 blanques alfil · e5 negres rei · b4 blanques peó · e4 blanques cavall · h4 negres peó · c3 negres peó · g3 negres alfil · a2 negres cavall · d2 blanques peó · f2 negres peó · h2 negres torre · f1 blanques rei · h1 negres cavall | e8 negres torre · g8 negres alfil · b7 negres peó · g7 blanques alfil · a6 negres peó · b6 blanques cavall · e6 negres peó · f6 blanques torre · a5 blanques torre · b5 blanques alfil · e5 negres rei · b4 blanques peó · e4 blanques cavall · h4 negres peó · c3 negres peó · g3 negres alfil · a2 negres cavall · d2 blanques peó · f2 negres peó · h2 negres torre · f1 blanques rei · h1 negres cavall | e8 negres torre · g8 negres alfil · b7 negres peó · g7 blanques alfil · a6 negres peó · b6 blanques cavall · e6 negres peó · f6 blanques torre · a5 blanques torre · b5 blanques alfil · e5 negres rei · b4 blanques peó · e4 blanques cavall · h4 negres peó · c3 negres peó · g3 negres alfil · a2 negres cavall · d2 blanques peó · f2 negres peó · h2 negres torre · f1 blanques rei · h1 negres cavall | e8 negres torre · g8 negres alfil · b7 negres peó · g7 blanques alfil · a6 negres peó · b6 blanques cavall · e6 negres peó · f6 blanques torre · a5 blanques torre · b5 blanques alfil · e5 negres rei · b4 blanques peó · e4 blanques cavall · h4 negres peó · c3 negres peó · g3 negres alfil · a2 negres cavall · d2 blanques peó · f2 negres peó · h2 negres torre · f1 blanques rei · h1 negres cavall | 2 |
| 1 | e8 negres torre · g8 negres alfil · b7 negres peó · g7 blanques alfil · a6 negres peó · b6 blanques cavall · e6 negres peó · f6 blanques torre · a5 blanques torre · b5 blanques alfil · e5 negres rei · b4 blanques peó · e4 blanques cavall · h4 negres peó · c3 negres peó · g3 negres alfil · a2 negres cavall · d2 blanques peó · f2 negres peó · h2 negres torre · f1 blanques rei · h1 negres cavall | e8 negres torre · g8 negres alfil · b7 negres peó · g7 blanques alfil · a6 negres peó · b6 blanques cavall · e6 negres peó · f6 blanques torre · a5 blanques torre · b5 blanques alfil · e5 negres rei · b4 blanques peó · e4 blanques cavall · h4 negres peó · c3 negres peó · g3 negres alfil · a2 negres cavall · d2 blanques peó · f2 negres peó · h2 negres torre · f1 blanques rei · h1 negres cavall | e8 negres torre · g8 negres alfil · b7 negres peó · g7 blanques alfil · a6 negres peó · b6 blanques cavall · e6 negres peó · f6 blanques torre · a5 blanques torre · b5 blanques alfil · e5 negres rei · b4 blanques peó · e4 blanques cavall · h4 negres peó · c3 negres peó · g3 negres alfil · a2 negres cavall · d2 blanques peó · f2 negres peó · h2 negres torre · f1 blanques rei · h1 negres cavall | e8 negres torre · g8 negres alfil · b7 negres peó · g7 blanques alfil · a6 negres peó · b6 blanques cavall · e6 negres peó · f6 blanques torre · a5 blanques torre · b5 blanques alfil · e5 negres rei · b4 blanques peó · e4 blanques cavall · h4 negres peó · c3 negres peó · g3 negres alfil · a2 negres cavall · d2 blanques peó · f2 negres peó · h2 negres torre · f1 blanques rei · h1 negres cavall | e8 negres torre · g8 negres alfil · b7 negres peó · g7 blanques alfil · a6 negres peó · b6 blanques cavall · e6 negres peó · f6 blanques torre · a5 blanques torre · b5 blanques alfil · e5 negres rei · b4 blanques peó · e4 blanques cavall · h4 negres peó · c3 negres peó · g3 negres alfil · a2 negres cavall · d2 blanques peó · f2 negres peó · h2 negres torre · f1 blanques rei · h1 negres cavall | e8 negres torre · g8 negres alfil · b7 negres peó · g7 blanques alfil · a6 negres peó · b6 blanques cavall · e6 negres peó · f6 blanques torre · a5 blanques torre · b5 blanques alfil · e5 negres rei · b4 blanques peó · e4 blanques cavall · h4 negres peó · c3 negres peó · g3 negres alfil · a2 negres cavall · d2 blanques peó · f2 negres peó · h2 negres torre · f1 blanques rei · h1 negres cavall | e8 negres torre · g8 negres alfil · b7 negres peó · g7 blanques alfil · a6 negres peó · b6 blanques cavall · e6 negres peó · f6 blanques torre · a5 blanques torre · b5 blanques alfil · e5 negres rei · b4 blanques peó · e4 blanques cavall · h4 negres peó · c3 negres peó · g3 negres alfil · a2 negres cavall · d2 blanques peó · f2 negres peó · h2 negres torre · f1 blanques rei · h1 negres cavall | e8 negres torre · g8 negres alfil · b7 negres peó · g7 blanques alfil · a6 negres peó · b6 blanques cavall · e6 negres peó · f6 blanques torre · a5 blanques torre · b5 blanques alfil · e5 negres rei · b4 blanques peó · e4 blanques cavall · h4 negres peó · c3 negres peó · g3 negres alfil · a2 negres cavall · d2 blanques peó · f2 negres peó · h2 negres torre · f1 blanques rei · h1 negres cavall | 1 |
|   | a | b | c | d | e | f | g | h |   |

Un dels més famosos problemes d'escacs de Loyd. Va escriure d'aquest problema: "L'originalitat del problema es deu al rei de les blanques es col·loca en tota seguretat, i no obstant això, surt en una cursa temerària, sense amenaça immediata i amb innombrables escacs".

### Problema Charles XII
|   | a | b | c | d | e | f | g | h |   |
| 8 | g7 blanques torre · h6 negres peó · f5 blanques rei · h5 negres rei · g3 negres peó · f2 negres alfil · g2 blanques peó · h2 blanques peó · e1 blanques cavall | g7 blanques torre · h6 negres peó · f5 blanques rei · h5 negres rei · g3 negres peó · f2 negres alfil · g2 blanques peó · h2 blanques peó · e1 blanques cavall | g7 blanques torre · h6 negres peó · f5 blanques rei · h5 negres rei · g3 negres peó · f2 negres alfil · g2 blanques peó · h2 blanques peó · e1 blanques cavall | g7 blanques torre · h6 negres peó · f5 blanques rei · h5 negres rei · g3 negres peó · f2 negres alfil · g2 blanques peó · h2 blanques peó · e1 blanques cavall | g7 blanques torre · h6 negres peó · f5 blanques rei · h5 negres rei · g3 negres peó · f2 negres alfil · g2 blanques peó · h2 blanques peó · e1 blanques cavall | g7 blanques torre · h6 negres peó · f5 blanques rei · h5 negres rei · g3 negres peó · f2 negres alfil · g2 blanques peó · h2 blanques peó · e1 blanques cavall | g7 blanques torre · h6 negres peó · f5 blanques rei · h5 negres rei · g3 negres peó · f2 negres alfil · g2 blanques peó · h2 blanques peó · e1 blanques cavall | g7 blanques torre · h6 negres peó · f5 blanques rei · h5 negres rei · g3 negres peó · f2 negres alfil · g2 blanques peó · h2 blanques peó · e1 blanques cavall | 8 |
| 7 | g7 blanques torre · h6 negres peó · f5 blanques rei · h5 negres rei · g3 negres peó · f2 negres alfil · g2 blanques peó · h2 blanques peó · e1 blanques cavall | g7 blanques torre · h6 negres peó · f5 blanques rei · h5 negres rei · g3 negres peó · f2 negres alfil · g2 blanques peó · h2 blanques peó · e1 blanques cavall | g7 blanques torre · h6 negres peó · f5 blanques rei · h5 negres rei · g3 negres peó · f2 negres alfil · g2 blanques peó · h2 blanques peó · e1 blanques cavall | g7 blanques torre · h6 negres peó · f5 blanques rei · h5 negres rei · g3 negres peó · f2 negres alfil · g2 blanques peó · h2 blanques peó · e1 blanques cavall | g7 blanques torre · h6 negres peó · f5 blanques rei · h5 negres rei · g3 negres peó · f2 negres alfil · g2 blanques peó · h2 blanques peó · e1 blanques cavall | g7 blanques torre · h6 negres peó · f5 blanques rei · h5 negres rei · g3 negres peó · f2 negres alfil · g2 blanques peó · h2 blanques peó · e1 blanques cavall | g7 blanques torre · h6 negres peó · f5 blanques rei · h5 negres rei · g3 negres peó · f2 negres alfil · g2 blanques peó · h2 blanques peó · e1 blanques cavall | g7 blanques torre · h6 negres peó · f5 blanques rei · h5 negres rei · g3 negres peó · f2 negres alfil · g2 blanques peó · h2 blanques peó · e1 blanques cavall | 7 |
| 6 | g7 blanques torre · h6 negres peó · f5 blanques rei · h5 negres rei · g3 negres peó · f2 negres alfil · g2 blanques peó · h2 blanques peó · e1 blanques cavall | g7 blanques torre · h6 negres peó · f5 blanques rei · h5 negres rei · g3 negres peó · f2 negres alfil · g2 blanques peó · h2 blanques peó · e1 blanques cavall | g7 blanques torre · h6 negres peó · f5 blanques rei · h5 negres rei · g3 negres peó · f2 negres alfil · g2 blanques peó · h2 blanques peó · e1 blanques cavall | g7 blanques torre · h6 negres peó · f5 blanques rei · h5 negres rei · g3 negres peó · f2 negres alfil · g2 blanques peó · h2 blanques peó · e1 blanques cavall | g7 blanques torre · h6 negres peó · f5 blanques rei · h5 negres rei · g3 negres peó · f2 negres alfil · g2 blanques peó · h2 blanques peó · e1 blanques cavall | g7 blanques torre · h6 negres peó · f5 blanques rei · h5 negres rei · g3 negres peó · f2 negres alfil · g2 blanques peó · h2 blanques peó · e1 blanques cavall | g7 blanques torre · h6 negres peó · f5 blanques rei · h5 negres rei · g3 negres peó · f2 negres alfil · g2 blanques peó · h2 blanques peó · e1 blanques cavall | g7 blanques torre · h6 negres peó · f5 blanques rei · h5 negres rei · g3 negres peó · f2 negres alfil · g2 blanques peó · h2 blanques peó · e1 blanques cavall | 6 |
| 5 | g7 blanques torre · h6 negres peó · f5 blanques rei · h5 negres rei · g3 negres peó · f2 negres alfil · g2 blanques peó · h2 blanques peó · e1 blanques cavall | g7 blanques torre · h6 negres peó · f5 blanques rei · h5 negres rei · g3 negres peó · f2 negres alfil · g2 blanques peó · h2 blanques peó · e1 blanques cavall | g7 blanques torre · h6 negres peó · f5 blanques rei · h5 negres rei · g3 negres peó · f2 negres alfil · g2 blanques peó · h2 blanques peó · e1 blanques cavall | g7 blanques torre · h6 negres peó · f5 blanques rei · h5 negres rei · g3 negres peó · f2 negres alfil · g2 blanques peó · h2 blanques peó · e1 blanques cavall | g7 blanques torre · h6 negres peó · f5 blanques rei · h5 negres rei · g3 negres peó · f2 negres alfil · g2 blanques peó · h2 blanques peó · e1 blanques cavall | g7 blanques torre · h6 negres peó · f5 blanques rei · h5 negres rei · g3 negres peó · f2 negres alfil · g2 blanques peó · h2 blanques peó · e1 blanques cavall | g7 blanques torre · h6 negres peó · f5 blanques rei · h5 negres rei · g3 negres peó · f2 negres alfil · g2 blanques peó · h2 blanques peó · e1 blanques cavall | g7 blanques torre · h6 negres peó · f5 blanques rei · h5 negres rei · g3 negres peó · f2 negres alfil · g2 blanques peó · h2 blanques peó · e1 blanques cavall | 5 |
| 4 | g7 blanques torre · h6 negres peó · f5 blanques rei · h5 negres rei · g3 negres peó · f2 negres alfil · g2 blanques peó · h2 blanques peó · e1 blanques cavall | g7 blanques torre · h6 negres peó · f5 blanques rei · h5 negres rei · g3 negres peó · f2 negres alfil · g2 blanques peó · h2 blanques peó · e1 blanques cavall | g7 blanques torre · h6 negres peó · f5 blanques rei · h5 negres rei · g3 negres peó · f2 negres alfil · g2 blanques peó · h2 blanques peó · e1 blanques cavall | g7 blanques torre · h6 negres peó · f5 blanques rei · h5 negres rei · g3 negres peó · f2 negres alfil · g2 blanques peó · h2 blanques peó · e1 blanques cavall | g7 blanques torre · h6 negres peó · f5 blanques rei · h5 negres rei · g3 negres peó · f2 negres alfil · g2 blanques peó · h2 blanques peó · e1 blanques cavall | g7 blanques torre · h6 negres peó · f5 blanques rei · h5 negres rei · g3 negres peó · f2 negres alfil · g2 blanques peó · h2 blanques peó · e1 blanques cavall | g7 blanques torre · h6 negres peó · f5 blanques rei · h5 negres rei · g3 negres peó · f2 negres alfil · g2 blanques peó · h2 blanques peó · e1 blanques cavall | g7 blanques torre · h6 negres peó · f5 blanques rei · h5 negres rei · g3 negres peó · f2 negres alfil · g2 blanques peó · h2 blanques peó · e1 blanques cavall | 4 |
| 3 | g7 blanques torre · h6 negres peó · f5 blanques rei · h5 negres rei · g3 negres peó · f2 negres alfil · g2 blanques peó · h2 blanques peó · e1 blanques cavall | g7 blanques torre · h6 negres peó · f5 blanques rei · h5 negres rei · g3 negres peó · f2 negres alfil · g2 blanques peó · h2 blanques peó · e1 blanques cavall | g7 blanques torre · h6 negres peó · f5 blanques rei · h5 negres rei · g3 negres peó · f2 negres alfil · g2 blanques peó · h2 blanques peó · e1 blanques cavall | g7 blanques torre · h6 negres peó · f5 blanques rei · h5 negres rei · g3 negres peó · f2 negres alfil · g2 blanques peó · h2 blanques peó · e1 blanques cavall | g7 blanques torre · h6 negres peó · f5 blanques rei · h5 negres rei · g3 negres peó · f2 negres alfil · g2 blanques peó · h2 blanques peó · e1 blanques cavall | g7 blanques torre · h6 negres peó · f5 blanques rei · h5 negres rei · g3 negres peó · f2 negres alfil · g2 blanques peó · h2 blanques peó · e1 blanques cavall | g7 blanques torre · h6 negres peó · f5 blanques rei · h5 negres rei · g3 negres peó · f2 negres alfil · g2 blanques peó · h2 blanques peó · e1 blanques cavall | g7 blanques torre · h6 negres peó · f5 blanques rei · h5 negres rei · g3 negres peó · f2 negres alfil · g2 blanques peó · h2 blanques peó · e1 blanques cavall | 3 |
| 2 | g7 blanques torre · h6 negres peó · f5 blanques rei · h5 negres rei · g3 negres peó · f2 negres alfil · g2 blanques peó · h2 blanques peó · e1 blanques cavall | g7 blanques torre · h6 negres peó · f5 blanques rei · h5 negres rei · g3 negres peó · f2 negres alfil · g2 blanques peó · h2 blanques peó · e1 blanques cavall | g7 blanques torre · h6 negres peó · f5 blanques rei · h5 negres rei · g3 negres peó · f2 negres alfil · g2 blanques peó · h2 blanques peó · e1 blanques cavall | g7 blanques torre · h6 negres peó · f5 blanques rei · h5 negres rei · g3 negres peó · f2 negres alfil · g2 blanques peó · h2 blanques peó · e1 blanques cavall | g7 blanques torre · h6 negres peó · f5 blanques rei · h5 negres rei · g3 negres peó · f2 negres alfil · g2 blanques peó · h2 blanques peó · e1 blanques cavall | g7 blanques torre · h6 negres peó · f5 blanques rei · h5 negres rei · g3 negres peó · f2 negres alfil · g2 blanques peó · h2 blanques peó · e1 blanques cavall | g7 blanques torre · h6 negres peó · f5 blanques rei · h5 negres rei · g3 negres peó · f2 negres alfil · g2 blanques peó · h2 blanques peó · e1 blanques cavall | g7 blanques torre · h6 negres peó · f5 blanques rei · h5 negres rei · g3 negres peó · f2 negres alfil · g2 blanques peó · h2 blanques peó · e1 blanques cavall | 2 |
| 1 | g7 blanques torre · h6 negres peó · f5 blanques rei · h5 negres rei · g3 negres peó · f2 negres alfil · g2 blanques peó · h2 blanques peó · e1 blanques cavall | g7 blanques torre · h6 negres peó · f5 blanques rei · h5 negres rei · g3 negres peó · f2 negres alfil · g2 blanques peó · h2 blanques peó · e1 blanques cavall | g7 blanques torre · h6 negres peó · f5 blanques rei · h5 negres rei · g3 negres peó · f2 negres alfil · g2 blanques peó · h2 blanques peó · e1 blanques cavall | g7 blanques torre · h6 negres peó · f5 blanques rei · h5 negres rei · g3 negres peó · f2 negres alfil · g2 blanques peó · h2 blanques peó · e1 blanques cavall | g7 blanques torre · h6 negres peó · f5 blanques rei · h5 negres rei · g3 negres peó · f2 negres alfil · g2 blanques peó · h2 blanques peó · e1 blanques cavall | g7 blanques torre · h6 negres peó · f5 blanques rei · h5 negres rei · g3 negres peó · f2 negres alfil · g2 blanques peó · h2 blanques peó · e1 blanques cavall | g7 blanques torre · h6 negres peó · f5 blanques rei · h5 negres rei · g3 negres peó · f2 negres alfil · g2 blanques peó · h2 blanques peó · e1 blanques cavall | g7 blanques torre · h6 negres peó · f5 blanques rei · h5 negres rei · g3 negres peó · f2 negres alfil · g2 blanques peó · h2 blanques peó · e1 blanques cavall | 1 |
|   | a | b | c | d | e | f | g | h |   |

Aquest problema es va publicar originalment el 1859. La història tracta d'un incident durant el setge de Carles XII de Suècia pels turcs a Bender el 1713. "Carles seduïa aquest període per mitjà d'exercicis i escacs, i sovint solia jugar amb el seu ministre, Christian Albert Grosthusen, algunes de les partides dels quals són esmentades per Voltaire. Un dia, mentre jugaven, la partida havia arribat a aquesta posició, i Carles (amb blanques) acabava d'anunciar escac i mat en tres jugades".
1. Txg3 Axg3
2. Cf3 Axh2
3. g4#
|   | a | b | c | d | e | f | g | h |   |
| 8 | g7 blanques torre · h6 negres peó · f5 blanques rei · h5 negres rei · g3 negres peó · f2 negres alfil · g2 blanques peó · h2 blanques peó | g7 blanques torre · h6 negres peó · f5 blanques rei · h5 negres rei · g3 negres peó · f2 negres alfil · g2 blanques peó · h2 blanques peó | g7 blanques torre · h6 negres peó · f5 blanques rei · h5 negres rei · g3 negres peó · f2 negres alfil · g2 blanques peó · h2 blanques peó | g7 blanques torre · h6 negres peó · f5 blanques rei · h5 negres rei · g3 negres peó · f2 negres alfil · g2 blanques peó · h2 blanques peó | g7 blanques torre · h6 negres peó · f5 blanques rei · h5 negres rei · g3 negres peó · f2 negres alfil · g2 blanques peó · h2 blanques peó | g7 blanques torre · h6 negres peó · f5 blanques rei · h5 negres rei · g3 negres peó · f2 negres alfil · g2 blanques peó · h2 blanques peó | g7 blanques torre · h6 negres peó · f5 blanques rei · h5 negres rei · g3 negres peó · f2 negres alfil · g2 blanques peó · h2 blanques peó | g7 blanques torre · h6 negres peó · f5 blanques rei · h5 negres rei · g3 negres peó · f2 negres alfil · g2 blanques peó · h2 blanques peó | 8 |
| 7 | g7 blanques torre · h6 negres peó · f5 blanques rei · h5 negres rei · g3 negres peó · f2 negres alfil · g2 blanques peó · h2 blanques peó | g7 blanques torre · h6 negres peó · f5 blanques rei · h5 negres rei · g3 negres peó · f2 negres alfil · g2 blanques peó · h2 blanques peó | g7 blanques torre · h6 negres peó · f5 blanques rei · h5 negres rei · g3 negres peó · f2 negres alfil · g2 blanques peó · h2 blanques peó | g7 blanques torre · h6 negres peó · f5 blanques rei · h5 negres rei · g3 negres peó · f2 negres alfil · g2 blanques peó · h2 blanques peó | g7 blanques torre · h6 negres peó · f5 blanques rei · h5 negres rei · g3 negres peó · f2 negres alfil · g2 blanques peó · h2 blanques peó | g7 blanques torre · h6 negres peó · f5 blanques rei · h5 negres rei · g3 negres peó · f2 negres alfil · g2 blanques peó · h2 blanques peó | g7 blanques torre · h6 negres peó · f5 blanques rei · h5 negres rei · g3 negres peó · f2 negres alfil · g2 blanques peó · h2 blanques peó | g7 blanques torre · h6 negres peó · f5 blanques rei · h5 negres rei · g3 negres peó · f2 negres alfil · g2 blanques peó · h2 blanques peó | 7 |
| 6 | g7 blanques torre · h6 negres peó · f5 blanques rei · h5 negres rei · g3 negres peó · f2 negres alfil · g2 blanques peó · h2 blanques peó | g7 blanques torre · h6 negres peó · f5 blanques rei · h5 negres rei · g3 negres peó · f2 negres alfil · g2 blanques peó · h2 blanques peó | g7 blanques torre · h6 negres peó · f5 blanques rei · h5 negres rei · g3 negres peó · f2 negres alfil · g2 blanques peó · h2 blanques peó | g7 blanques torre · h6 negres peó · f5 blanques rei · h5 negres rei · g3 negres peó · f2 negres alfil · g2 blanques peó · h2 blanques peó | g7 blanques torre · h6 negres peó · f5 blanques rei · h5 negres rei · g3 negres peó · f2 negres alfil · g2 blanques peó · h2 blanques peó | g7 blanques torre · h6 negres peó · f5 blanques rei · h5 negres rei · g3 negres peó · f2 negres alfil · g2 blanques peó · h2 blanques peó | g7 blanques torre · h6 negres peó · f5 blanques rei · h5 negres rei · g3 negres peó · f2 negres alfil · g2 blanques peó · h2 blanques peó | g7 blanques torre · h6 negres peó · f5 blanques rei · h5 negres rei · g3 negres peó · f2 negres alfil · g2 blanques peó · h2 blanques peó | 6 |
| 5 | g7 blanques torre · h6 negres peó · f5 blanques rei · h5 negres rei · g3 negres peó · f2 negres alfil · g2 blanques peó · h2 blanques peó | g7 blanques torre · h6 negres peó · f5 blanques rei · h5 negres rei · g3 negres peó · f2 negres alfil · g2 blanques peó · h2 blanques peó | g7 blanques torre · h6 negres peó · f5 blanques rei · h5 negres rei · g3 negres peó · f2 negres alfil · g2 blanques peó · h2 blanques peó | g7 blanques torre · h6 negres peó · f5 blanques rei · h5 negres rei · g3 negres peó · f2 negres alfil · g2 blanques peó · h2 blanques peó | g7 blanques torre · h6 negres peó · f5 blanques rei · h5 negres rei · g3 negres peó · f2 negres alfil · g2 blanques peó · h2 blanques peó | g7 blanques torre · h6 negres peó · f5 blanques rei · h5 negres rei · g3 negres peó · f2 negres alfil · g2 blanques peó · h2 blanques peó | g7 blanques torre · h6 negres peó · f5 blanques rei · h5 negres rei · g3 negres peó · f2 negres alfil · g2 blanques peó · h2 blanques peó | g7 blanques torre · h6 negres peó · f5 blanques rei · h5 negres rei · g3 negres peó · f2 negres alfil · g2 blanques peó · h2 blanques peó | 5 |
| 4 | g7 blanques torre · h6 negres peó · f5 blanques rei · h5 negres rei · g3 negres peó · f2 negres alfil · g2 blanques peó · h2 blanques peó | g7 blanques torre · h6 negres peó · f5 blanques rei · h5 negres rei · g3 negres peó · f2 negres alfil · g2 blanques peó · h2 blanques peó | g7 blanques torre · h6 negres peó · f5 blanques rei · h5 negres rei · g3 negres peó · f2 negres alfil · g2 blanques peó · h2 blanques peó | g7 blanques torre · h6 negres peó · f5 blanques rei · h5 negres rei · g3 negres peó · f2 negres alfil · g2 blanques peó · h2 blanques peó | g7 blanques torre · h6 negres peó · f5 blanques rei · h5 negres rei · g3 negres peó · f2 negres alfil · g2 blanques peó · h2 blanques peó | g7 blanques torre · h6 negres peó · f5 blanques rei · h5 negres rei · g3 negres peó · f2 negres alfil · g2 blanques peó · h2 blanques peó | g7 blanques torre · h6 negres peó · f5 blanques rei · h5 negres rei · g3 negres peó · f2 negres alfil · g2 blanques peó · h2 blanques peó | g7 blanques torre · h6 negres peó · f5 blanques rei · h5 negres rei · g3 negres peó · f2 negres alfil · g2 blanques peó · h2 blanques peó | 4 |
| 3 | g7 blanques torre · h6 negres peó · f5 blanques rei · h5 negres rei · g3 negres peó · f2 negres alfil · g2 blanques peó · h2 blanques peó | g7 blanques torre · h6 negres peó · f5 blanques rei · h5 negres rei · g3 negres peó · f2 negres alfil · g2 blanques peó · h2 blanques peó | g7 blanques torre · h6 negres peó · f5 blanques rei · h5 negres rei · g3 negres peó · f2 negres alfil · g2 blanques peó · h2 blanques peó | g7 blanques torre · h6 negres peó · f5 blanques rei · h5 negres rei · g3 negres peó · f2 negres alfil · g2 blanques peó · h2 blanques peó | g7 blanques torre · h6 negres peó · f5 blanques rei · h5 negres rei · g3 negres peó · f2 negres alfil · g2 blanques peó · h2 blanques peó | g7 blanques torre · h6 negres peó · f5 blanques rei · h5 negres rei · g3 negres peó · f2 negres alfil · g2 blanques peó · h2 blanques peó | g7 blanques torre · h6 negres peó · f5 blanques rei · h5 negres rei · g3 negres peó · f2 negres alfil · g2 blanques peó · h2 blanques peó | g7 blanques torre · h6 negres peó · f5 blanques rei · h5 negres rei · g3 negres peó · f2 negres alfil · g2 blanques peó · h2 blanques peó | 3 |
| 2 | g7 blanques torre · h6 negres peó · f5 blanques rei · h5 negres rei · g3 negres peó · f2 negres alfil · g2 blanques peó · h2 blanques peó | g7 blanques torre · h6 negres peó · f5 blanques rei · h5 negres rei · g3 negres peó · f2 negres alfil · g2 blanques peó · h2 blanques peó | g7 blanques torre · h6 negres peó · f5 blanques rei · h5 negres rei · g3 negres peó · f2 negres alfil · g2 blanques peó · h2 blanques peó | g7 blanques torre · h6 negres peó · f5 blanques rei · h5 negres rei · g3 negres peó · f2 negres alfil · g2 blanques peó · h2 blanques peó | g7 blanques torre · h6 negres peó · f5 blanques rei · h5 negres rei · g3 negres peó · f2 negres alfil · g2 blanques peó · h2 blanques peó | g7 blanques torre · h6 negres peó · f5 blanques rei · h5 negres rei · g3 negres peó · f2 negres alfil · g2 blanques peó · h2 blanques peó | g7 blanques torre · h6 negres peó · f5 blanques rei · h5 negres rei · g3 negres peó · f2 negres alfil · g2 blanques peó · h2 blanques peó | g7 blanques torre · h6 negres peó · f5 blanques rei · h5 negres rei · g3 negres peó · f2 negres alfil · g2 blanques peó · h2 blanques peó | 2 |
| 1 | g7 blanques torre · h6 negres peó · f5 blanques rei · h5 negres rei · g3 negres peó · f2 negres alfil · g2 blanques peó · h2 blanques peó | g7 blanques torre · h6 negres peó · f5 blanques rei · h5 negres rei · g3 negres peó · f2 negres alfil · g2 blanques peó · h2 blanques peó | g7 blanques torre · h6 negres peó · f5 blanques rei · h5 negres rei · g3 negres peó · f2 negres alfil · g2 blanques peó · h2 blanques peó | g7 blanques torre · h6 negres peó · f5 blanques rei · h5 negres rei · g3 negres peó · f2 negres alfil · g2 blanques peó · h2 blanques peó | g7 blanques torre · h6 negres peó · f5 blanques rei · h5 negres rei · g3 negres peó · f2 negres alfil · g2 blanques peó · h2 blanques peó | g7 blanques torre · h6 negres peó · f5 blanques rei · h5 negres rei · g3 negres peó · f2 negres alfil · g2 blanques peó · h2 blanques peó | g7 blanques torre · h6 negres peó · f5 blanques rei · h5 negres rei · g3 negres peó · f2 negres alfil · g2 blanques peó · h2 blanques peó | g7 blanques torre · h6 negres peó · f5 blanques rei · h5 negres rei · g3 negres peó · f2 negres alfil · g2 blanques peó · h2 blanques peó | 1 |
|   | a | b | c | d | e | f | g | h |   |

"Tot just havia pronunciat les paraules, quan una bala dels turcs, petant la finestra, va apartar fet a miques el cavall de les blanques fora del tauler. Grothusen es va sobresaltar violentament, però Charles, amb més sang freda, li va suplicar per tornar a posar l'altre cavall i resoldre el mat, observant que era suficient. Però una altra mirada al tauler va fer somriure Charles. No necessitem el cavall. Puc fer-lo i encara hi hauria mat en quatre!"
1. hxg3 Ae3
2. Tg4 Ag5
3. Th4+ Axh4
4. g4#
|   | a | b | c | d | e | f | g | h |   |
| 8 | g7 blanques torre · h6 negres peó · f5 blanques rei · h5 negres rei · g3 negres peó · f2 negres alfil · g2 blanques peó | g7 blanques torre · h6 negres peó · f5 blanques rei · h5 negres rei · g3 negres peó · f2 negres alfil · g2 blanques peó | g7 blanques torre · h6 negres peó · f5 blanques rei · h5 negres rei · g3 negres peó · f2 negres alfil · g2 blanques peó | g7 blanques torre · h6 negres peó · f5 blanques rei · h5 negres rei · g3 negres peó · f2 negres alfil · g2 blanques peó | g7 blanques torre · h6 negres peó · f5 blanques rei · h5 negres rei · g3 negres peó · f2 negres alfil · g2 blanques peó | g7 blanques torre · h6 negres peó · f5 blanques rei · h5 negres rei · g3 negres peó · f2 negres alfil · g2 blanques peó | g7 blanques torre · h6 negres peó · f5 blanques rei · h5 negres rei · g3 negres peó · f2 negres alfil · g2 blanques peó | g7 blanques torre · h6 negres peó · f5 blanques rei · h5 negres rei · g3 negres peó · f2 negres alfil · g2 blanques peó | 8 |
| 7 | g7 blanques torre · h6 negres peó · f5 blanques rei · h5 negres rei · g3 negres peó · f2 negres alfil · g2 blanques peó | g7 blanques torre · h6 negres peó · f5 blanques rei · h5 negres rei · g3 negres peó · f2 negres alfil · g2 blanques peó | g7 blanques torre · h6 negres peó · f5 blanques rei · h5 negres rei · g3 negres peó · f2 negres alfil · g2 blanques peó | g7 blanques torre · h6 negres peó · f5 blanques rei · h5 negres rei · g3 negres peó · f2 negres alfil · g2 blanques peó | g7 blanques torre · h6 negres peó · f5 blanques rei · h5 negres rei · g3 negres peó · f2 negres alfil · g2 blanques peó | g7 blanques torre · h6 negres peó · f5 blanques rei · h5 negres rei · g3 negres peó · f2 negres alfil · g2 blanques peó | g7 blanques torre · h6 negres peó · f5 blanques rei · h5 negres rei · g3 negres peó · f2 negres alfil · g2 blanques peó | g7 blanques torre · h6 negres peó · f5 blanques rei · h5 negres rei · g3 negres peó · f2 negres alfil · g2 blanques peó | 7 |
| 6 | g7 blanques torre · h6 negres peó · f5 blanques rei · h5 negres rei · g3 negres peó · f2 negres alfil · g2 blanques peó | g7 blanques torre · h6 negres peó · f5 blanques rei · h5 negres rei · g3 negres peó · f2 negres alfil · g2 blanques peó | g7 blanques torre · h6 negres peó · f5 blanques rei · h5 negres rei · g3 negres peó · f2 negres alfil · g2 blanques peó | g7 blanques torre · h6 negres peó · f5 blanques rei · h5 negres rei · g3 negres peó · f2 negres alfil · g2 blanques peó | g7 blanques torre · h6 negres peó · f5 blanques rei · h5 negres rei · g3 negres peó · f2 negres alfil · g2 blanques peó | g7 blanques torre · h6 negres peó · f5 blanques rei · h5 negres rei · g3 negres peó · f2 negres alfil · g2 blanques peó | g7 blanques torre · h6 negres peó · f5 blanques rei · h5 negres rei · g3 negres peó · f2 negres alfil · g2 blanques peó | g7 blanques torre · h6 negres peó · f5 blanques rei · h5 negres rei · g3 negres peó · f2 negres alfil · g2 blanques peó | 6 |
| 5 | g7 blanques torre · h6 negres peó · f5 blanques rei · h5 negres rei · g3 negres peó · f2 negres alfil · g2 blanques peó | g7 blanques torre · h6 negres peó · f5 blanques rei · h5 negres rei · g3 negres peó · f2 negres alfil · g2 blanques peó | g7 blanques torre · h6 negres peó · f5 blanques rei · h5 negres rei · g3 negres peó · f2 negres alfil · g2 blanques peó | g7 blanques torre · h6 negres peó · f5 blanques rei · h5 negres rei · g3 negres peó · f2 negres alfil · g2 blanques peó | g7 blanques torre · h6 negres peó · f5 blanques rei · h5 negres rei · g3 negres peó · f2 negres alfil · g2 blanques peó | g7 blanques torre · h6 negres peó · f5 blanques rei · h5 negres rei · g3 negres peó · f2 negres alfil · g2 blanques peó | g7 blanques torre · h6 negres peó · f5 blanques rei · h5 negres rei · g3 negres peó · f2 negres alfil · g2 blanques peó | g7 blanques torre · h6 negres peó · f5 blanques rei · h5 negres rei · g3 negres peó · f2 negres alfil · g2 blanques peó | 5 |
| 4 | g7 blanques torre · h6 negres peó · f5 blanques rei · h5 negres rei · g3 negres peó · f2 negres alfil · g2 blanques peó | g7 blanques torre · h6 negres peó · f5 blanques rei · h5 negres rei · g3 negres peó · f2 negres alfil · g2 blanques peó | g7 blanques torre · h6 negres peó · f5 blanques rei · h5 negres rei · g3 negres peó · f2 negres alfil · g2 blanques peó | g7 blanques torre · h6 negres peó · f5 blanques rei · h5 negres rei · g3 negres peó · f2 negres alfil · g2 blanques peó | g7 blanques torre · h6 negres peó · f5 blanques rei · h5 negres rei · g3 negres peó · f2 negres alfil · g2 blanques peó | g7 blanques torre · h6 negres peó · f5 blanques rei · h5 negres rei · g3 negres peó · f2 negres alfil · g2 blanques peó | g7 blanques torre · h6 negres peó · f5 blanques rei · h5 negres rei · g3 negres peó · f2 negres alfil · g2 blanques peó | g7 blanques torre · h6 negres peó · f5 blanques rei · h5 negres rei · g3 negres peó · f2 negres alfil · g2 blanques peó | 4 |
| 3 | g7 blanques torre · h6 negres peó · f5 blanques rei · h5 negres rei · g3 negres peó · f2 negres alfil · g2 blanques peó | g7 blanques torre · h6 negres peó · f5 blanques rei · h5 negres rei · g3 negres peó · f2 negres alfil · g2 blanques peó | g7 blanques torre · h6 negres peó · f5 blanques rei · h5 negres rei · g3 negres peó · f2 negres alfil · g2 blanques peó | g7 blanques torre · h6 negres peó · f5 blanques rei · h5 negres rei · g3 negres peó · f2 negres alfil · g2 blanques peó | g7 blanques torre · h6 negres peó · f5 blanques rei · h5 negres rei · g3 negres peó · f2 negres alfil · g2 blanques peó | g7 blanques torre · h6 negres peó · f5 blanques rei · h5 negres rei · g3 negres peó · f2 negres alfil · g2 blanques peó | g7 blanques torre · h6 negres peó · f5 blanques rei · h5 negres rei · g3 negres peó · f2 negres alfil · g2 blanques peó | g7 blanques torre · h6 negres peó · f5 blanques rei · h5 negres rei · g3 negres peó · f2 negres alfil · g2 blanques peó | 3 |
| 2 | g7 blanques torre · h6 negres peó · f5 blanques rei · h5 negres rei · g3 negres peó · f2 negres alfil · g2 blanques peó | g7 blanques torre · h6 negres peó · f5 blanques rei · h5 negres rei · g3 negres peó · f2 negres alfil · g2 blanques peó | g7 blanques torre · h6 negres peó · f5 blanques rei · h5 negres rei · g3 negres peó · f2 negres alfil · g2 blanques peó | g7 blanques torre · h6 negres peó · f5 blanques rei · h5 negres rei · g3 negres peó · f2 negres alfil · g2 blanques peó | g7 blanques torre · h6 negres peó · f5 blanques rei · h5 negres rei · g3 negres peó · f2 negres alfil · g2 blanques peó | g7 blanques torre · h6 negres peó · f5 blanques rei · h5 negres rei · g3 negres peó · f2 negres alfil · g2 blanques peó | g7 blanques torre · h6 negres peó · f5 blanques rei · h5 negres rei · g3 negres peó · f2 negres alfil · g2 blanques peó | g7 blanques torre · h6 negres peó · f5 blanques rei · h5 negres rei · g3 negres peó · f2 negres alfil · g2 blanques peó | 2 |
| 1 | g7 blanques torre · h6 negres peó · f5 blanques rei · h5 negres rei · g3 negres peó · f2 negres alfil · g2 blanques peó | g7 blanques torre · h6 negres peó · f5 blanques rei · h5 negres rei · g3 negres peó · f2 negres alfil · g2 blanques peó | g7 blanques torre · h6 negres peó · f5 blanques rei · h5 negres rei · g3 negres peó · f2 negres alfil · g2 blanques peó | g7 blanques torre · h6 negres peó · f5 blanques rei · h5 negres rei · g3 negres peó · f2 negres alfil · g2 blanques peó | g7 blanques torre · h6 negres peó · f5 blanques rei · h5 negres rei · g3 negres peó · f2 negres alfil · g2 blanques peó | g7 blanques torre · h6 negres peó · f5 blanques rei · h5 negres rei · g3 negres peó · f2 negres alfil · g2 blanques peó | g7 blanques torre · h6 negres peó · f5 blanques rei · h5 negres rei · g3 negres peó · f2 negres alfil · g2 blanques peó | g7 blanques torre · h6 negres peó · f5 blanques rei · h5 negres rei · g3 negres peó · f2 negres alfil · g2 blanques peó | 1 |
|   | a | b | c | d | e | f | g | h |   |

Qui havia de creure, que tot just havia parlat quan una altra bala va volar per l'habitació, i el peó a h2 va compartir el destí del cavall. Grothusen va empal·lidir. "Teniu els nostres bons amics els turcs amb vostè", va dir el rei despreocupat, "difícilment es pot esperar res pel fet que hagi de lluitar contra tals estranyeses; Però deixa'm veure si puc prescindir d'aquest desventurat peó" -va cridar amb una tremenda riallada, "Tinc el gran plaer d'informar que hi ha, sens dubte, un mat en 5." 
1. Tb7 Ae3
2. Tb1 Ag5
3. Th1+ Ah4
4. Th2 gxh2
5. g4#
|   | a | b | c | d | e | f | g | h |   |
| 8 | h6 negres peó · f5 blanques rei · h5 negres rei · g3 negres peó · f2 negres alfil · g2 blanques peó · h2 blanques peó · e1 blanques cavall | h6 negres peó · f5 blanques rei · h5 negres rei · g3 negres peó · f2 negres alfil · g2 blanques peó · h2 blanques peó · e1 blanques cavall | h6 negres peó · f5 blanques rei · h5 negres rei · g3 negres peó · f2 negres alfil · g2 blanques peó · h2 blanques peó · e1 blanques cavall | h6 negres peó · f5 blanques rei · h5 negres rei · g3 negres peó · f2 negres alfil · g2 blanques peó · h2 blanques peó · e1 blanques cavall | h6 negres peó · f5 blanques rei · h5 negres rei · g3 negres peó · f2 negres alfil · g2 blanques peó · h2 blanques peó · e1 blanques cavall | h6 negres peó · f5 blanques rei · h5 negres rei · g3 negres peó · f2 negres alfil · g2 blanques peó · h2 blanques peó · e1 blanques cavall | h6 negres peó · f5 blanques rei · h5 negres rei · g3 negres peó · f2 negres alfil · g2 blanques peó · h2 blanques peó · e1 blanques cavall | h6 negres peó · f5 blanques rei · h5 negres rei · g3 negres peó · f2 negres alfil · g2 blanques peó · h2 blanques peó · e1 blanques cavall | 8 |
| 7 | h6 negres peó · f5 blanques rei · h5 negres rei · g3 negres peó · f2 negres alfil · g2 blanques peó · h2 blanques peó · e1 blanques cavall | h6 negres peó · f5 blanques rei · h5 negres rei · g3 negres peó · f2 negres alfil · g2 blanques peó · h2 blanques peó · e1 blanques cavall | h6 negres peó · f5 blanques rei · h5 negres rei · g3 negres peó · f2 negres alfil · g2 blanques peó · h2 blanques peó · e1 blanques cavall | h6 negres peó · f5 blanques rei · h5 negres rei · g3 negres peó · f2 negres alfil · g2 blanques peó · h2 blanques peó · e1 blanques cavall | h6 negres peó · f5 blanques rei · h5 negres rei · g3 negres peó · f2 negres alfil · g2 blanques peó · h2 blanques peó · e1 blanques cavall | h6 negres peó · f5 blanques rei · h5 negres rei · g3 negres peó · f2 negres alfil · g2 blanques peó · h2 blanques peó · e1 blanques cavall | h6 negres peó · f5 blanques rei · h5 negres rei · g3 negres peó · f2 negres alfil · g2 blanques peó · h2 blanques peó · e1 blanques cavall | h6 negres peó · f5 blanques rei · h5 negres rei · g3 negres peó · f2 negres alfil · g2 blanques peó · h2 blanques peó · e1 blanques cavall | 7 |
| 6 | h6 negres peó · f5 blanques rei · h5 negres rei · g3 negres peó · f2 negres alfil · g2 blanques peó · h2 blanques peó · e1 blanques cavall | h6 negres peó · f5 blanques rei · h5 negres rei · g3 negres peó · f2 negres alfil · g2 blanques peó · h2 blanques peó · e1 blanques cavall | h6 negres peó · f5 blanques rei · h5 negres rei · g3 negres peó · f2 negres alfil · g2 blanques peó · h2 blanques peó · e1 blanques cavall | h6 negres peó · f5 blanques rei · h5 negres rei · g3 negres peó · f2 negres alfil · g2 blanques peó · h2 blanques peó · e1 blanques cavall | h6 negres peó · f5 blanques rei · h5 negres rei · g3 negres peó · f2 negres alfil · g2 blanques peó · h2 blanques peó · e1 blanques cavall | h6 negres peó · f5 blanques rei · h5 negres rei · g3 negres peó · f2 negres alfil · g2 blanques peó · h2 blanques peó · e1 blanques cavall | h6 negres peó · f5 blanques rei · h5 negres rei · g3 negres peó · f2 negres alfil · g2 blanques peó · h2 blanques peó · e1 blanques cavall | h6 negres peó · f5 blanques rei · h5 negres rei · g3 negres peó · f2 negres alfil · g2 blanques peó · h2 blanques peó · e1 blanques cavall | 6 |
| 5 | h6 negres peó · f5 blanques rei · h5 negres rei · g3 negres peó · f2 negres alfil · g2 blanques peó · h2 blanques peó · e1 blanques cavall | h6 negres peó · f5 blanques rei · h5 negres rei · g3 negres peó · f2 negres alfil · g2 blanques peó · h2 blanques peó · e1 blanques cavall | h6 negres peó · f5 blanques rei · h5 negres rei · g3 negres peó · f2 negres alfil · g2 blanques peó · h2 blanques peó · e1 blanques cavall | h6 negres peó · f5 blanques rei · h5 negres rei · g3 negres peó · f2 negres alfil · g2 blanques peó · h2 blanques peó · e1 blanques cavall | h6 negres peó · f5 blanques rei · h5 negres rei · g3 negres peó · f2 negres alfil · g2 blanques peó · h2 blanques peó · e1 blanques cavall | h6 negres peó · f5 blanques rei · h5 negres rei · g3 negres peó · f2 negres alfil · g2 blanques peó · h2 blanques peó · e1 blanques cavall | h6 negres peó · f5 blanques rei · h5 negres rei · g3 negres peó · f2 negres alfil · g2 blanques peó · h2 blanques peó · e1 blanques cavall | h6 negres peó · f5 blanques rei · h5 negres rei · g3 negres peó · f2 negres alfil · g2 blanques peó · h2 blanques peó · e1 blanques cavall | 5 |
| 4 | h6 negres peó · f5 blanques rei · h5 negres rei · g3 negres peó · f2 negres alfil · g2 blanques peó · h2 blanques peó · e1 blanques cavall | h6 negres peó · f5 blanques rei · h5 negres rei · g3 negres peó · f2 negres alfil · g2 blanques peó · h2 blanques peó · e1 blanques cavall | h6 negres peó · f5 blanques rei · h5 negres rei · g3 negres peó · f2 negres alfil · g2 blanques peó · h2 blanques peó · e1 blanques cavall | h6 negres peó · f5 blanques rei · h5 negres rei · g3 negres peó · f2 negres alfil · g2 blanques peó · h2 blanques peó · e1 blanques cavall | h6 negres peó · f5 blanques rei · h5 negres rei · g3 negres peó · f2 negres alfil · g2 blanques peó · h2 blanques peó · e1 blanques cavall | h6 negres peó · f5 blanques rei · h5 negres rei · g3 negres peó · f2 negres alfil · g2 blanques peó · h2 blanques peó · e1 blanques cavall | h6 negres peó · f5 blanques rei · h5 negres rei · g3 negres peó · f2 negres alfil · g2 blanques peó · h2 blanques peó · e1 blanques cavall | h6 negres peó · f5 blanques rei · h5 negres rei · g3 negres peó · f2 negres alfil · g2 blanques peó · h2 blanques peó · e1 blanques cavall | 4 |
| 3 | h6 negres peó · f5 blanques rei · h5 negres rei · g3 negres peó · f2 negres alfil · g2 blanques peó · h2 blanques peó · e1 blanques cavall | h6 negres peó · f5 blanques rei · h5 negres rei · g3 negres peó · f2 negres alfil · g2 blanques peó · h2 blanques peó · e1 blanques cavall | h6 negres peó · f5 blanques rei · h5 negres rei · g3 negres peó · f2 negres alfil · g2 blanques peó · h2 blanques peó · e1 blanques cavall | h6 negres peó · f5 blanques rei · h5 negres rei · g3 negres peó · f2 negres alfil · g2 blanques peó · h2 blanques peó · e1 blanques cavall | h6 negres peó · f5 blanques rei · h5 negres rei · g3 negres peó · f2 negres alfil · g2 blanques peó · h2 blanques peó · e1 blanques cavall | h6 negres peó · f5 blanques rei · h5 negres rei · g3 negres peó · f2 negres alfil · g2 blanques peó · h2 blanques peó · e1 blanques cavall | h6 negres peó · f5 blanques rei · h5 negres rei · g3 negres peó · f2 negres alfil · g2 blanques peó · h2 blanques peó · e1 blanques cavall | h6 negres peó · f5 blanques rei · h5 negres rei · g3 negres peó · f2 negres alfil · g2 blanques peó · h2 blanques peó · e1 blanques cavall | 3 |
| 2 | h6 negres peó · f5 blanques rei · h5 negres rei · g3 negres peó · f2 negres alfil · g2 blanques peó · h2 blanques peó · e1 blanques cavall | h6 negres peó · f5 blanques rei · h5 negres rei · g3 negres peó · f2 negres alfil · g2 blanques peó · h2 blanques peó · e1 blanques cavall | h6 negres peó · f5 blanques rei · h5 negres rei · g3 negres peó · f2 negres alfil · g2 blanques peó · h2 blanques peó · e1 blanques cavall | h6 negres peó · f5 blanques rei · h5 negres rei · g3 negres peó · f2 negres alfil · g2 blanques peó · h2 blanques peó · e1 blanques cavall | h6 negres peó · f5 blanques rei · h5 negres rei · g3 negres peó · f2 negres alfil · g2 blanques peó · h2 blanques peó · e1 blanques cavall | h6 negres peó · f5 blanques rei · h5 negres rei · g3 negres peó · f2 negres alfil · g2 blanques peó · h2 blanques peó · e1 blanques cavall | h6 negres peó · f5 blanques rei · h5 negres rei · g3 negres peó · f2 negres alfil · g2 blanques peó · h2 blanques peó · e1 blanques cavall | h6 negres peó · f5 blanques rei · h5 negres rei · g3 negres peó · f2 negres alfil · g2 blanques peó · h2 blanques peó · e1 blanques cavall | 2 |
| 1 | h6 negres peó · f5 blanques rei · h5 negres rei · g3 negres peó · f2 negres alfil · g2 blanques peó · h2 blanques peó · e1 blanques cavall | h6 negres peó · f5 blanques rei · h5 negres rei · g3 negres peó · f2 negres alfil · g2 blanques peó · h2 blanques peó · e1 blanques cavall | h6 negres peó · f5 blanques rei · h5 negres rei · g3 negres peó · f2 negres alfil · g2 blanques peó · h2 blanques peó · e1 blanques cavall | h6 negres peó · f5 blanques rei · h5 negres rei · g3 negres peó · f2 negres alfil · g2 blanques peó · h2 blanques peó · e1 blanques cavall | h6 negres peó · f5 blanques rei · h5 negres rei · g3 negres peó · f2 negres alfil · g2 blanques peó · h2 blanques peó · e1 blanques cavall | h6 negres peó · f5 blanques rei · h5 negres rei · g3 negres peó · f2 negres alfil · g2 blanques peó · h2 blanques peó · e1 blanques cavall | h6 negres peó · f5 blanques rei · h5 negres rei · g3 negres peó · f2 negres alfil · g2 blanques peó · h2 blanques peó · e1 blanques cavall | h6 negres peó · f5 blanques rei · h5 negres rei · g3 negres peó · f2 negres alfil · g2 blanques peó · h2 blanques peó · e1 blanques cavall | 1 |
|   | a | b | c | d | e | f | g | h |   |

El 1900, Friedrich Amelung va assenyalar que en la posició original, si la primera bala hagués colpejat la torre en lloc del cavall, Charles encara tindria un mat en sis.
1. Cf3 Ae1
2. Cxe1 Rh4
3. h3 Rh5
4. Cd3 Rh4
5. Cf4 h5
6. Cg6#
|   | a | b | c | d | e | f | g | h |   |
| 8 | g7 blanques torre · h6 negres peó · f5 blanques rei · h5 negres rei · g3 negres peó · f2 negres alfil · h2 blanques peó | g7 blanques torre · h6 negres peó · f5 blanques rei · h5 negres rei · g3 negres peó · f2 negres alfil · h2 blanques peó | g7 blanques torre · h6 negres peó · f5 blanques rei · h5 negres rei · g3 negres peó · f2 negres alfil · h2 blanques peó | g7 blanques torre · h6 negres peó · f5 blanques rei · h5 negres rei · g3 negres peó · f2 negres alfil · h2 blanques peó | g7 blanques torre · h6 negres peó · f5 blanques rei · h5 negres rei · g3 negres peó · f2 negres alfil · h2 blanques peó | g7 blanques torre · h6 negres peó · f5 blanques rei · h5 negres rei · g3 negres peó · f2 negres alfil · h2 blanques peó | g7 blanques torre · h6 negres peó · f5 blanques rei · h5 negres rei · g3 negres peó · f2 negres alfil · h2 blanques peó | g7 blanques torre · h6 negres peó · f5 blanques rei · h5 negres rei · g3 negres peó · f2 negres alfil · h2 blanques peó | 8 |
| 7 | g7 blanques torre · h6 negres peó · f5 blanques rei · h5 negres rei · g3 negres peó · f2 negres alfil · h2 blanques peó | g7 blanques torre · h6 negres peó · f5 blanques rei · h5 negres rei · g3 negres peó · f2 negres alfil · h2 blanques peó | g7 blanques torre · h6 negres peó · f5 blanques rei · h5 negres rei · g3 negres peó · f2 negres alfil · h2 blanques peó | g7 blanques torre · h6 negres peó · f5 blanques rei · h5 negres rei · g3 negres peó · f2 negres alfil · h2 blanques peó | g7 blanques torre · h6 negres peó · f5 blanques rei · h5 negres rei · g3 negres peó · f2 negres alfil · h2 blanques peó | g7 blanques torre · h6 negres peó · f5 blanques rei · h5 negres rei · g3 negres peó · f2 negres alfil · h2 blanques peó | g7 blanques torre · h6 negres peó · f5 blanques rei · h5 negres rei · g3 negres peó · f2 negres alfil · h2 blanques peó | g7 blanques torre · h6 negres peó · f5 blanques rei · h5 negres rei · g3 negres peó · f2 negres alfil · h2 blanques peó | 7 |
| 6 | g7 blanques torre · h6 negres peó · f5 blanques rei · h5 negres rei · g3 negres peó · f2 negres alfil · h2 blanques peó | g7 blanques torre · h6 negres peó · f5 blanques rei · h5 negres rei · g3 negres peó · f2 negres alfil · h2 blanques peó | g7 blanques torre · h6 negres peó · f5 blanques rei · h5 negres rei · g3 negres peó · f2 negres alfil · h2 blanques peó | g7 blanques torre · h6 negres peó · f5 blanques rei · h5 negres rei · g3 negres peó · f2 negres alfil · h2 blanques peó | g7 blanques torre · h6 negres peó · f5 blanques rei · h5 negres rei · g3 negres peó · f2 negres alfil · h2 blanques peó | g7 blanques torre · h6 negres peó · f5 blanques rei · h5 negres rei · g3 negres peó · f2 negres alfil · h2 blanques peó | g7 blanques torre · h6 negres peó · f5 blanques rei · h5 negres rei · g3 negres peó · f2 negres alfil · h2 blanques peó | g7 blanques torre · h6 negres peó · f5 blanques rei · h5 negres rei · g3 negres peó · f2 negres alfil · h2 blanques peó | 6 |
| 5 | g7 blanques torre · h6 negres peó · f5 blanques rei · h5 negres rei · g3 negres peó · f2 negres alfil · h2 blanques peó | g7 blanques torre · h6 negres peó · f5 blanques rei · h5 negres rei · g3 negres peó · f2 negres alfil · h2 blanques peó | g7 blanques torre · h6 negres peó · f5 blanques rei · h5 negres rei · g3 negres peó · f2 negres alfil · h2 blanques peó | g7 blanques torre · h6 negres peó · f5 blanques rei · h5 negres rei · g3 negres peó · f2 negres alfil · h2 blanques peó | g7 blanques torre · h6 negres peó · f5 blanques rei · h5 negres rei · g3 negres peó · f2 negres alfil · h2 blanques peó | g7 blanques torre · h6 negres peó · f5 blanques rei · h5 negres rei · g3 negres peó · f2 negres alfil · h2 blanques peó | g7 blanques torre · h6 negres peó · f5 blanques rei · h5 negres rei · g3 negres peó · f2 negres alfil · h2 blanques peó | g7 blanques torre · h6 negres peó · f5 blanques rei · h5 negres rei · g3 negres peó · f2 negres alfil · h2 blanques peó | 5 |
| 4 | g7 blanques torre · h6 negres peó · f5 blanques rei · h5 negres rei · g3 negres peó · f2 negres alfil · h2 blanques peó | g7 blanques torre · h6 negres peó · f5 blanques rei · h5 negres rei · g3 negres peó · f2 negres alfil · h2 blanques peó | g7 blanques torre · h6 negres peó · f5 blanques rei · h5 negres rei · g3 negres peó · f2 negres alfil · h2 blanques peó | g7 blanques torre · h6 negres peó · f5 blanques rei · h5 negres rei · g3 negres peó · f2 negres alfil · h2 blanques peó | g7 blanques torre · h6 negres peó · f5 blanques rei · h5 negres rei · g3 negres peó · f2 negres alfil · h2 blanques peó | g7 blanques torre · h6 negres peó · f5 blanques rei · h5 negres rei · g3 negres peó · f2 negres alfil · h2 blanques peó | g7 blanques torre · h6 negres peó · f5 blanques rei · h5 negres rei · g3 negres peó · f2 negres alfil · h2 blanques peó | g7 blanques torre · h6 negres peó · f5 blanques rei · h5 negres rei · g3 negres peó · f2 negres alfil · h2 blanques peó | 4 |
| 3 | g7 blanques torre · h6 negres peó · f5 blanques rei · h5 negres rei · g3 negres peó · f2 negres alfil · h2 blanques peó | g7 blanques torre · h6 negres peó · f5 blanques rei · h5 negres rei · g3 negres peó · f2 negres alfil · h2 blanques peó | g7 blanques torre · h6 negres peó · f5 blanques rei · h5 negres rei · g3 negres peó · f2 negres alfil · h2 blanques peó | g7 blanques torre · h6 negres peó · f5 blanques rei · h5 negres rei · g3 negres peó · f2 negres alfil · h2 blanques peó | g7 blanques torre · h6 negres peó · f5 blanques rei · h5 negres rei · g3 negres peó · f2 negres alfil · h2 blanques peó | g7 blanques torre · h6 negres peó · f5 blanques rei · h5 negres rei · g3 negres peó · f2 negres alfil · h2 blanques peó | g7 blanques torre · h6 negres peó · f5 blanques rei · h5 negres rei · g3 negres peó · f2 negres alfil · h2 blanques peó | g7 blanques torre · h6 negres peó · f5 blanques rei · h5 negres rei · g3 negres peó · f2 negres alfil · h2 blanques peó | 3 |
| 2 | g7 blanques torre · h6 negres peó · f5 blanques rei · h5 negres rei · g3 negres peó · f2 negres alfil · h2 blanques peó | g7 blanques torre · h6 negres peó · f5 blanques rei · h5 negres rei · g3 negres peó · f2 negres alfil · h2 blanques peó | g7 blanques torre · h6 negres peó · f5 blanques rei · h5 negres rei · g3 negres peó · f2 negres alfil · h2 blanques peó | g7 blanques torre · h6 negres peó · f5 blanques rei · h5 negres rei · g3 negres peó · f2 negres alfil · h2 blanques peó | g7 blanques torre · h6 negres peó · f5 blanques rei · h5 negres rei · g3 negres peó · f2 negres alfil · h2 blanques peó | g7 blanques torre · h6 negres peó · f5 blanques rei · h5 negres rei · g3 negres peó · f2 negres alfil · h2 blanques peó | g7 blanques torre · h6 negres peó · f5 blanques rei · h5 negres rei · g3 negres peó · f2 negres alfil · h2 blanques peó | g7 blanques torre · h6 negres peó · f5 blanques rei · h5 negres rei · g3 negres peó · f2 negres alfil · h2 blanques peó | 2 |
| 1 | g7 blanques torre · h6 negres peó · f5 blanques rei · h5 negres rei · g3 negres peó · f2 negres alfil · h2 blanques peó | g7 blanques torre · h6 negres peó · f5 blanques rei · h5 negres rei · g3 negres peó · f2 negres alfil · h2 blanques peó | g7 blanques torre · h6 negres peó · f5 blanques rei · h5 negres rei · g3 negres peó · f2 negres alfil · h2 blanques peó | g7 blanques torre · h6 negres peó · f5 blanques rei · h5 negres rei · g3 negres peó · f2 negres alfil · h2 blanques peó | g7 blanques torre · h6 negres peó · f5 blanques rei · h5 negres rei · g3 negres peó · f2 negres alfil · h2 blanques peó | g7 blanques torre · h6 negres peó · f5 blanques rei · h5 negres rei · g3 negres peó · f2 negres alfil · h2 blanques peó | g7 blanques torre · h6 negres peó · f5 blanques rei · h5 negres rei · g3 negres peó · f2 negres alfil · h2 blanques peó | g7 blanques torre · h6 negres peó · f5 blanques rei · h5 negres rei · g3 negres peó · f2 negres alfil · h2 blanques peó | 1 |
|   | a | b | c | d | e | f | g | h |   |

El 2003, ChessBase va publicar una cinquena variació, atribuïda a Brian Stewart. Després que la primera bala tragués el cavall, si la segona hagués tret el peó g en lloc del peó h, Charles seria capaç de fer mat en deu.
1. hxg3 Ae1
2. Tg4 Axg3
3. Txg3 Rh4
4. Rf4 h5
5. Tg2 Rh3
6. Rf3 h4
7. Tg4 Rh2
8. Txh4+ Rg1
9. Th3 Rf1
10. Th1#

## Trencaclosques

### El problema dels burros

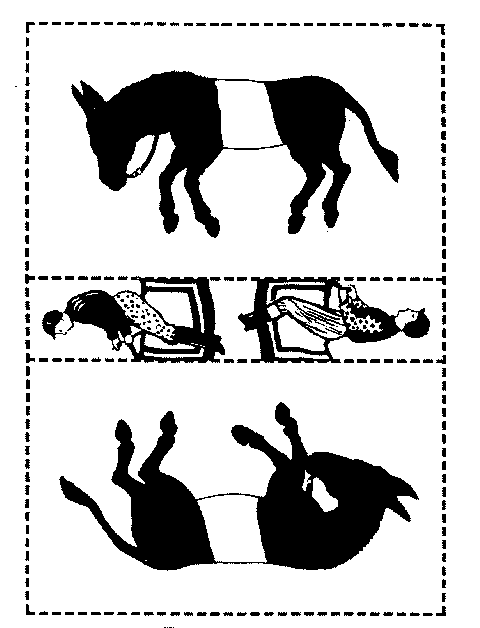
Problema dels burros.

Un dels notables trencaclosques de Sam Loyd va ser el "Problema dels burros". Es basa en una disposició similar a la d'un trencaclosques amb gossos publicat el 1857.
En un paper es troba dibuixat el perfil de dos burros i de dos genets, amb una línia de punts que permet separar a cada un dels burros, mentre que els dos genets romanen enfrontats en una mateixa cinta.
Per resoldre-ho s'ha de retallar el dibuix per la línia de punts i reorganitzar les tres peces amb la fi que els dos genets semblin estar muntant els burros.

### De retorn del Klondike

Trencaclosques del Klondike.

Aquest és un dels trencaclosques més famosos de Sam Loyd. Les instruccions d'aquests trencaclosques són:
| « | Es comença a partir del cor que es troba al centre i anar tres passos en línia recta, en alguna de les vuit direccions, nord, sud, est o oest, o en el biaix, com diuen les senyores, nord-est, nord-oest, sud-est o sud-oest. Quan s'ha avançat els tres passos en línia recta, s'estarà parat sobre una rajola amb un número inscrit, que indica la quantitat de passos a recórrer en el segon dia, avança la quantitat de passos indicada en una línia recta en qualsevol de les vuit direccions. Des d'aquest nou punt, s'ha de caminar de nou d'acord amb el número indicat, i continuar després, segons indiquen les rajoles a les que es vagi arribant, fins que s'arriba a una rajola amb un número que permetrà caminar un pas més enllà de la frontera. En arribar a aquest punt s'haurà sortit dels boscos i es pot caminar tot allò que es vulgui atès que s'ha resolt el trencaclosques. | » |

La solució existeix i es pot trobar en altres llocs a internet.